# Pictură

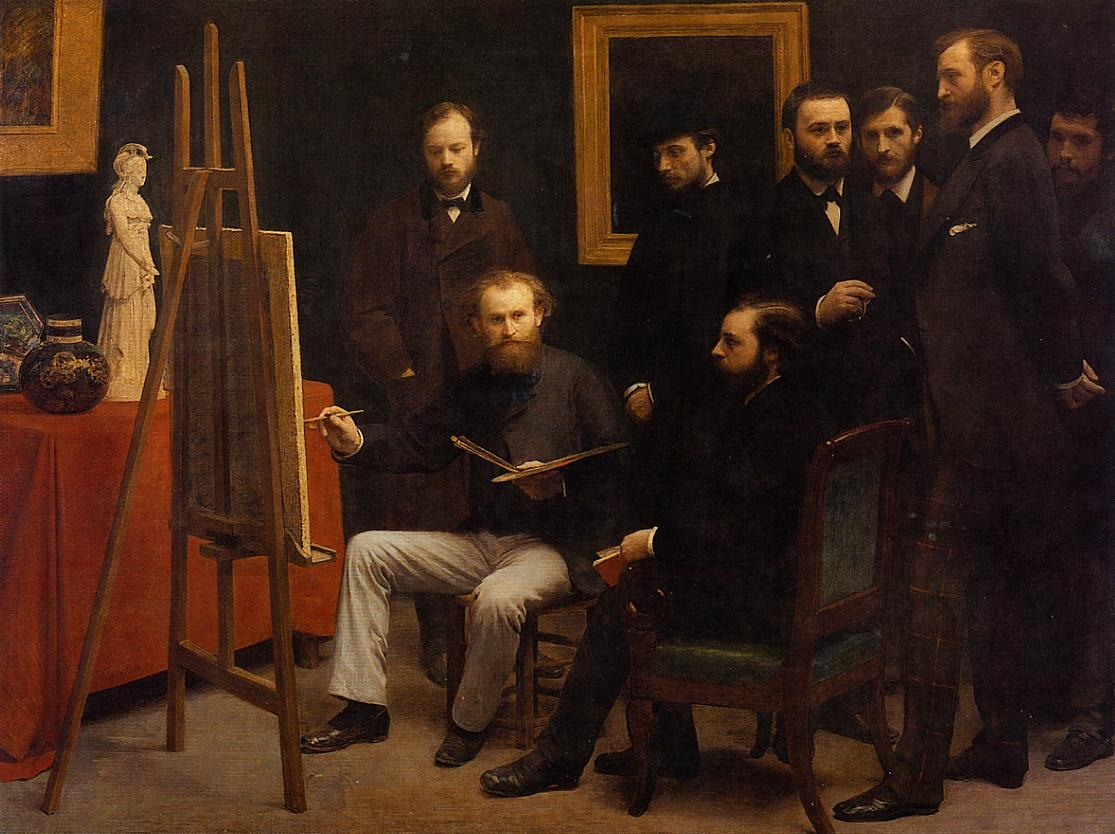
Atelier la Batignolles - Henri Fantin-Latour; ulei pe pânză (1870), Muzeul Orsay, Paris.

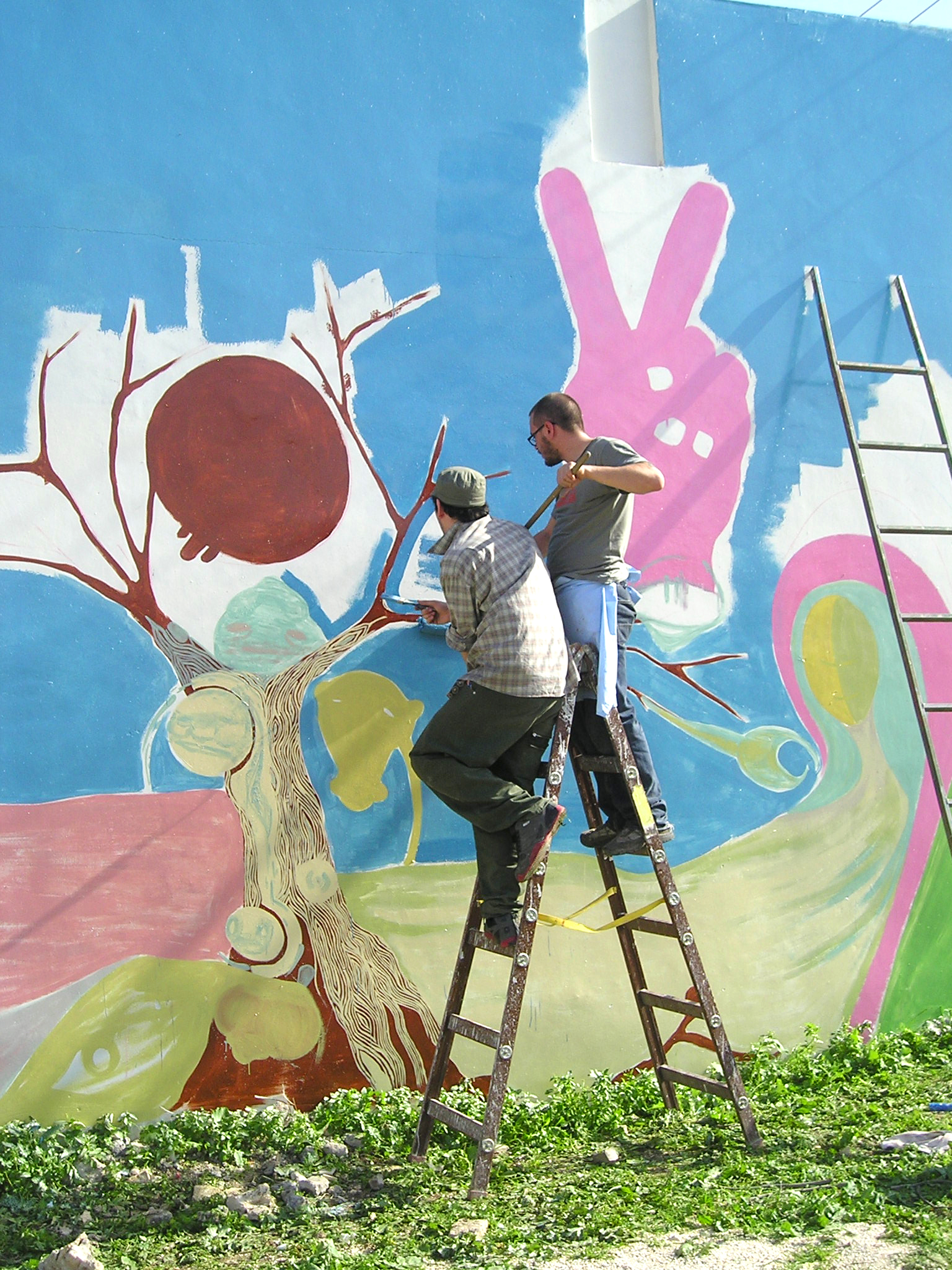
Pictând în Cisiordania

Pictura este o ramură a artelor plastice care reprezintă o posibila realitate în imagini artistice bidimensionale, create cu ajutorul culorilor aplicate pe o suprafață (pânză, hârtie, lemn, sticlă etc.). Scopul este de a obține o compoziție cu forme, culori, texturi și desene, care dă naștere unei opere de artă în conformitate cu principiile estetice.
O mare parte din pictura artei occidentale și orientale este dominată de motive religioase; exemple ale acestui tip de pictură sunt scenele biblice luate din pereții catacombelor și din plafonul interior al Capelei Sixtine, iar ale artei orientale sunt scenele din viața lui Buddha sau picturile mormintelor faraonilor egipteni care au reprezentat trecerea la imortalitate.
André Félibien (n. mai 1619 – 11 iunie 1695), arhitect și teoretician al clasicismului, a arătat o ierarhie de genuri, ale picturii clasice, acestea fiind „istoria, portretul, peisajul, mările, florile și fructele”.
Pictura este una dintre cele mai vechi expresii artistice umane. În ceea ce privește estetica sau teoria artei moderne a picturii, ea este considerată o categorie universală care include toate creațiile artistice făcute pe suprafețe.

## Definiții
Așa cum s-a mai spus mai sus, pictura este o ramură a artelor plastice care interpretează realitatea în imagini bidimensionale. Conform Dicționarului explicativ al limbii române [DEX '98], cuvântul „pictură” mai poate însemna:
- o lucrare artistică executată de un pictor (tablou); ♦ ansamblul creațiilor plastice care definesc personalitatea unui pictor; ♦ ansamblul operelor, stilurilor și procedeelor specifice pictorilor dintr-o țară, dintr-o epocă, dintr-o școală etc.;
- în literatură, o descriere sugestivă a fizicului și a caracterului personajelor, a unor scene din viața reală și din natură.

## Genuri de pictură

### Peisajul
Încă de la finele secolului al XVI-lea, când a început să fie frecventat de artiști ca un gen de sine stătător, peisajul a evoluat rapid în preferințele acestora, devenind, în scurt timp, expresia lor favorită.
Această opțiune a fost posibilă datorită deschiderii pe care un asemenea tip de imagine o oferă artistului dar și receptorului nu doar la nivel epic sau pictural cât mai ales la cel emoțional. Este motivul pentru care, timp de aproape o jumătate de mileniu, a constituit – și subiectul este încă departe de a fi epuizat – una dintre cele mai fascinante și complexe aventuri ale fenomenului artistic universal.
Bineînțeles și arta românească, atât cât este, a fost serios marcată de subiect nu doar prin influența, așa acum prea des s-a afirmat, ci și datorită substanței noastre genetice.
În ultimele decenii, la noi și nu numai, datorită noilor încercări de expresii vizuale (media, performance, happenind etc.) se încearcă o marginalizare a tuturor formelor de artă „clasice”, implicit a peisajului, mai ales de către tinerii creatori care le cred desuete, și în contradicție cu ceea ce ei consideră performanță. Este o viziune excesivă care, deși firească vârstei și mai ales momentului de criză pe care îl traversează arta de o bună perioadă de timp, nu își găsește susținerea în realitate nici la nivelul artiștilor și cu atât mai puțin la cel al consumatorului de artă.

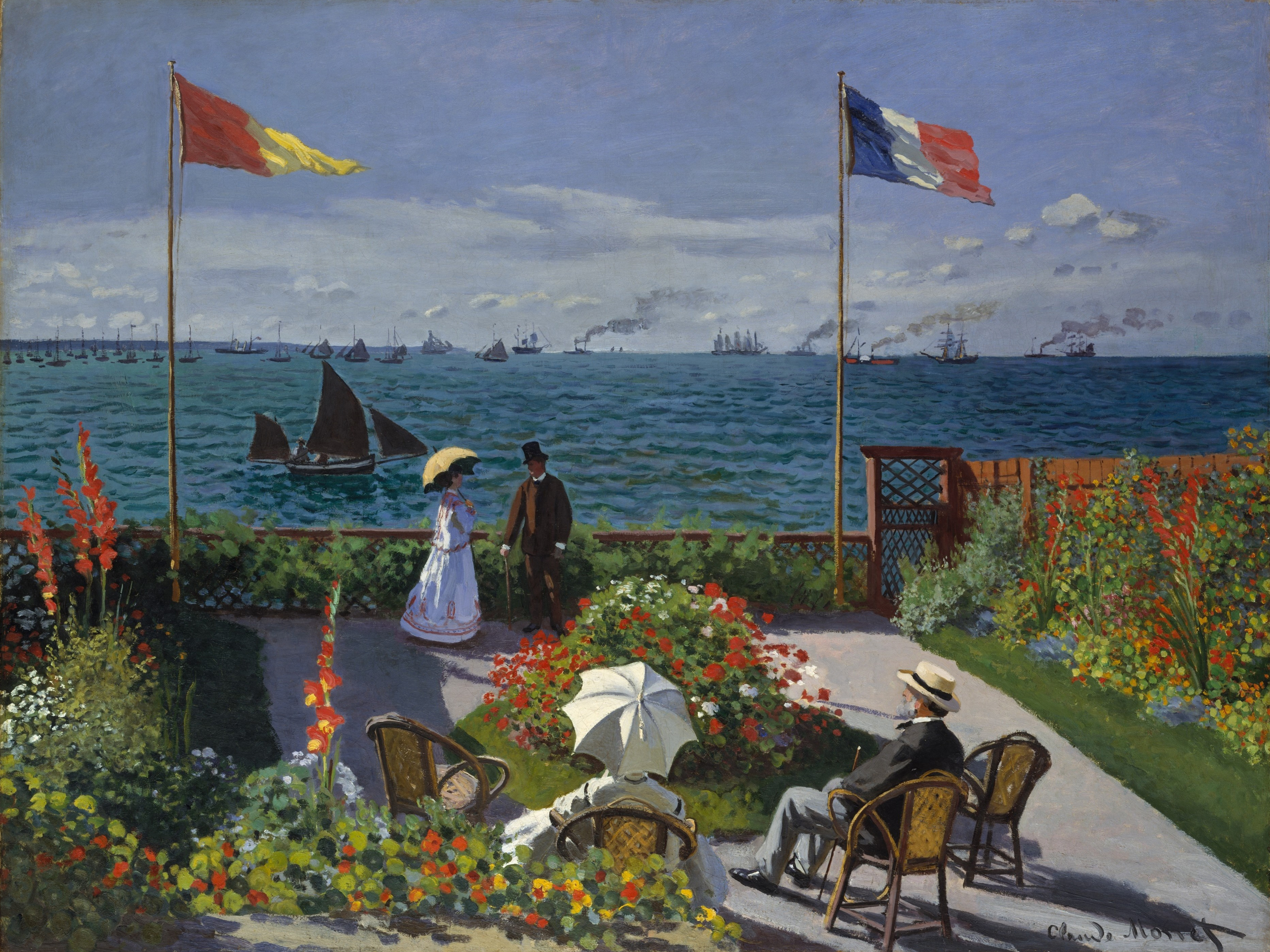
Terasă la Sainte-Adresse - Claude Monet; ulei pe pânză (cca 1867), Metropolitan Museum of Art, New York.
Gara din Upper Nordwood - Camille Pissarro; 1871, Courtald Institute Gallery.
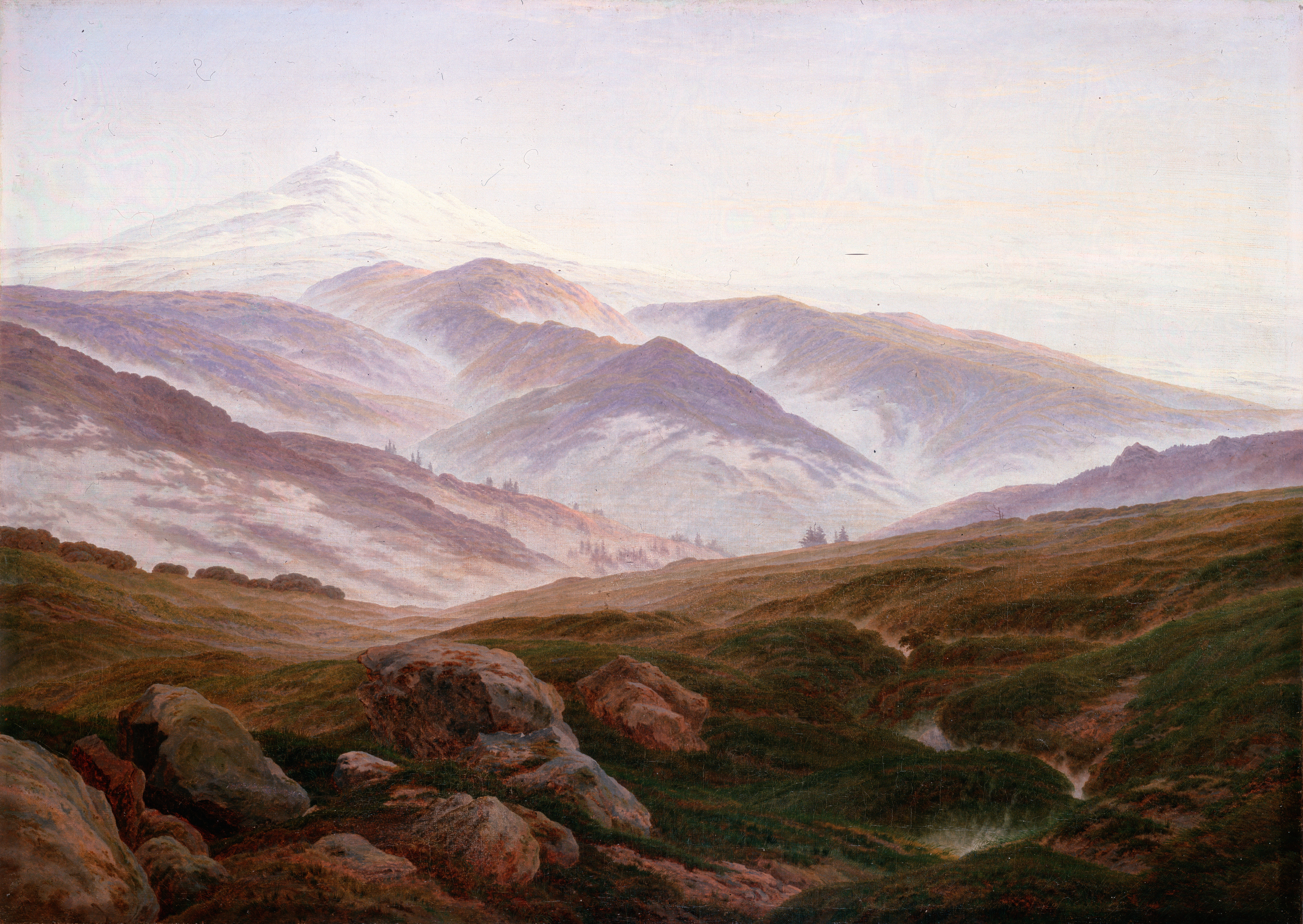
Riesengebirge - Caspar David Friedrich; ulei pe pânză (cca 1835), Muzeul Ermitaj.

Vezi și: Arta vedutelor

### Natura moartă (natura statică)
Natura statică sau natura moartă este reprezentarea în artele vizuale a unor obiecte neînsuflețite, din natură sau ordonate în mod voluntar. Prin definiție, natura moartă este un gen de reprezentare grafică sau picturală a unui grup de obiecte inanimate naturale, constând în glastră cu flori, fructe sau legume așezate pe o fructieră, vânat, o vază, sticlă, amforă, o narghilea sau un ceainic, pahare, farfurii, piese la care sunt asortate uneori și cărți, un ziar împăturit, într-o combinație artificială și un element textil ori două, ca suport cromatic.
Acest tip de pictură poate fi găsit în interioarele mormintelor egiptene. Erau reprezentate obiecte care ar fi servit în viața de dincolo a celor decedați. În Grecia antică, apogeul acestui gen este atins prin secolele al III-lea și al II-lea î.Hr. Lucrările respective nu au supraviețuit timpului, fiind doar menționate în diverse scrieri.
Termenul a început să fie utilizat abia prin secolul al XVII-lea. Astfel, Giorgio Vasari folosește expresia cose naturali („lucruri naturale”) când se referă la picturile lui Giovanni da Udine. Prin Flandra de la mijlocul secolului menționat circulă termenul stilleven, adoptat curând de germani ca Stilleben și apoi de englezi sub forma still-life. În română, termenul provine din francezul nature morte.

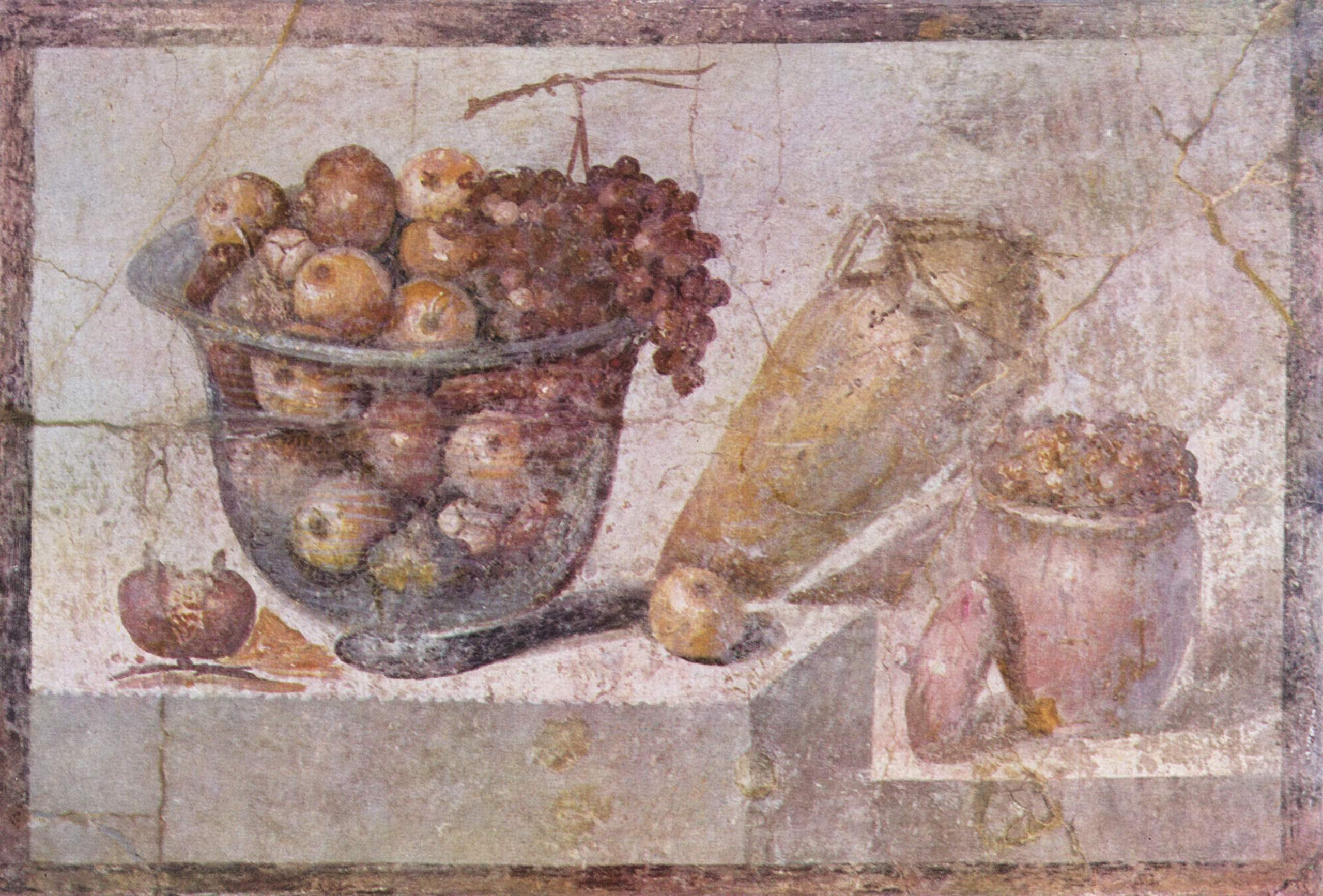
Natură moartă, frescă, Casa Iulia Felix, Pompei
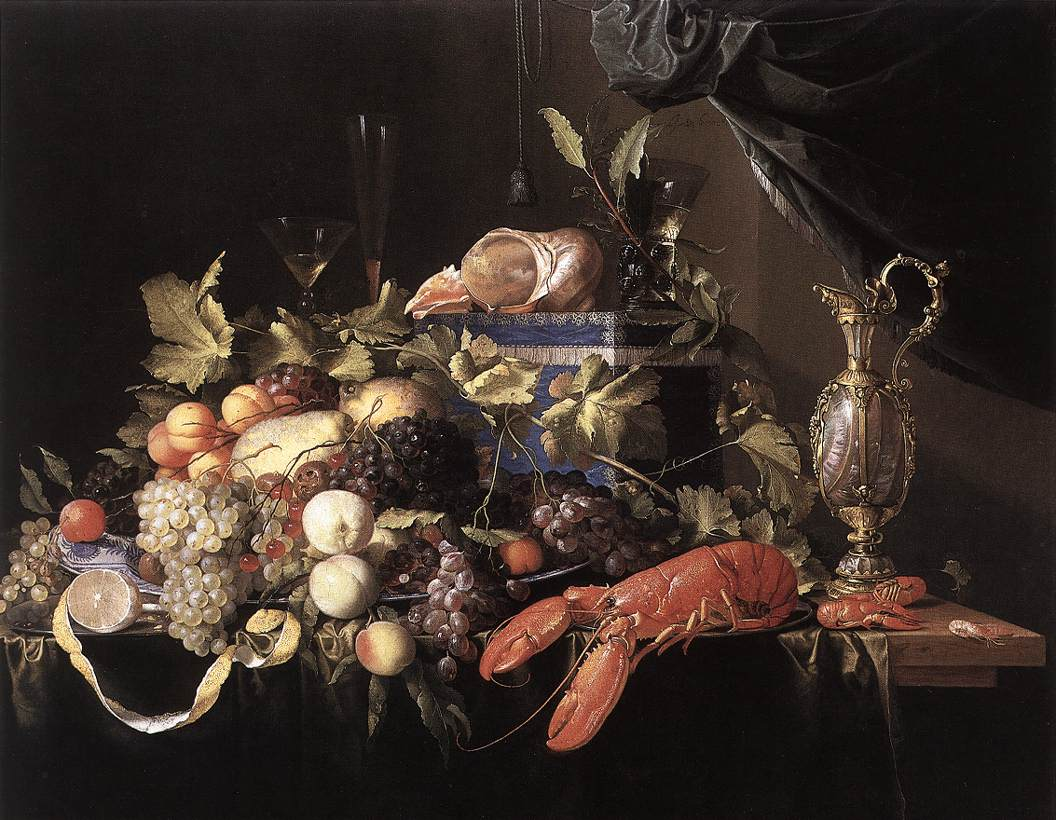
Natură moartă cu rac și fructe - Jan Davidszoon de Heem; ulei pe pânză (cca 1648-1649), Muzeul de Stat, Berlin.
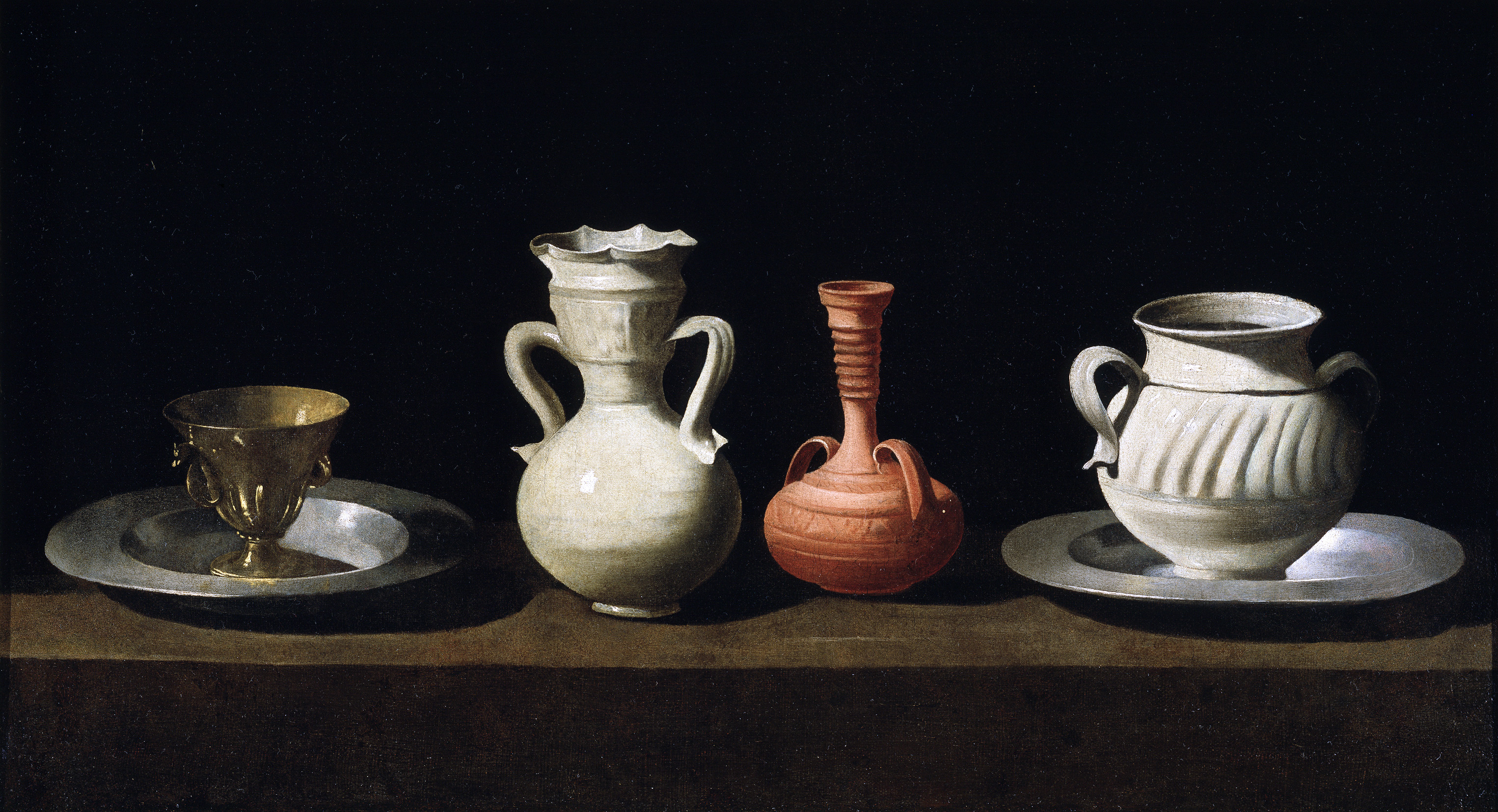
Natură moartă - Francisco de Zurbarán; ulei pe pânză (cca 1633), Muzeul Prado.
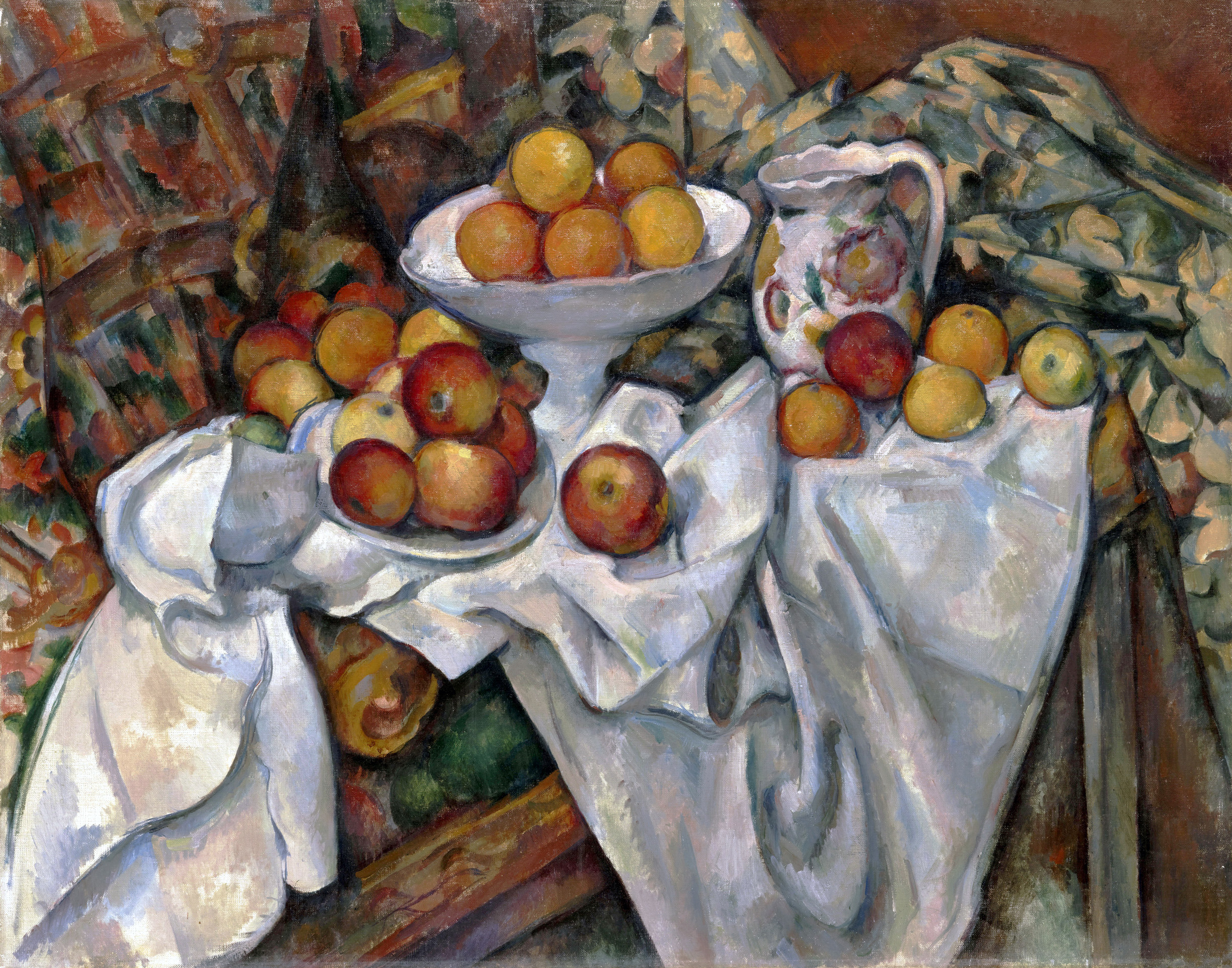
Natură moartă cu mere și portocale - Paul Cézanne; ulei pe pânză (1895-1900), Muzeul Orsay, Paris.
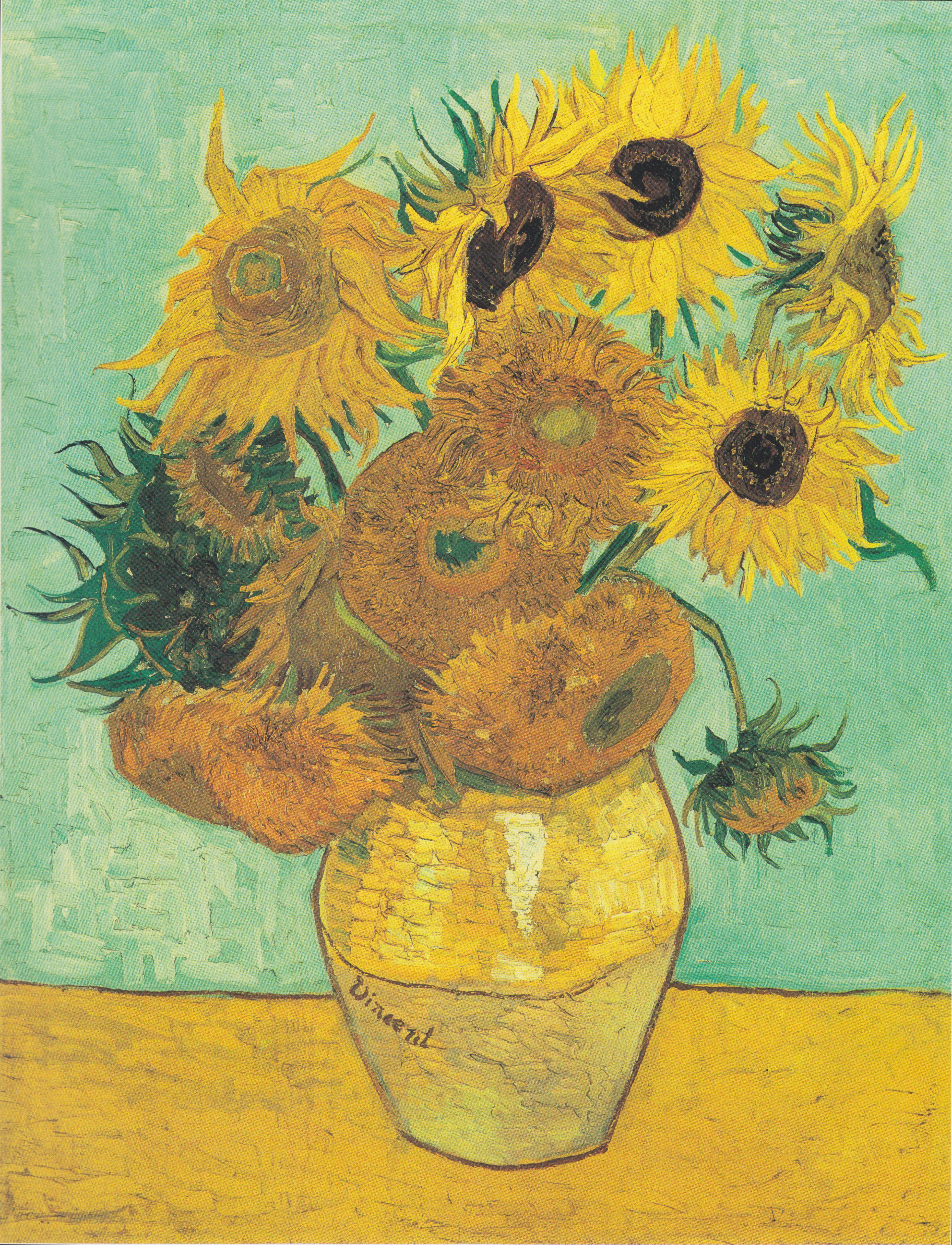
Vază cu 12 floarea-soarelui - Vincent van Gogh; ulei pe pânză (august 1888), Neue Pinakothek, München.

## Tehnici importante
Tehnicile de pictură sunt clasificate în funcție de modul în care pigmenții sunt diluați și fixați pe suportul care este pictat. În general, în cazul în care pigmenții nu sunt solubili în liant, în el o să se împrăștie. Este convenabil să se facă diferența între „procesul pictural” și „tehnica picturală”. Procedura înseamnă unirea elementelor picturale de liant sau adeziv, și pigmenți. Modul de a aplica această procedură pictorială se numește „tehnică picturală”.
- Ulei. Culorile de ulei sunt vopsele cu uscare lentă compuse din particule fine de pigmenți suspendate în uleiuri vegetale.[6] Tehnica a fost adoptată pe scară largă începând cu secolul al XV-lea.[6] Cea mai des întâlnită aplicație/utilizare pentru această vopsea este cea domestică, unde culorile luminoase și rezistența la uzură o fac potrivită atât pentru interior cât și pentru exterior.[6]

Calitățile de bază ale culorilor de ulei includ:
- Uscarea lentă: vopseaua nu se va usca decât după câteva săptămâni

- Proprietatea culorii de a se îmbina cu cea în contact, permițând treceri foarte subtile de la o nuanță la alta.

- Luminozitatea culorii, strălucire, nuanțe intense.

Spre deosebire de vopselele pe bază de apă, cele de ulei nu se usucă prin evaporare. Uscarea lor vine în urma unui proces de oxidare. Culorile tradiționale de ulei necesită un ulei ce se va întări treptat, formând un strat impermeabil stabil. Acest gen de uleiuri se numesc uleiuri sicative (care se usucă). Cel mai vechi și mai des întâlnit intermediar este uleiul de in, obținut din semințele plantei de in. Semințele sunt măcinate, iar uleiul extras. Există și alte surse pentru obținerea uleiurilor cu rol de intermediar. Uleiurile din cânepă, semințe de mac, nucă, floarea-soarelui, șofran și boabe de soia sunt folosite adesea ca alternative la uleiul de in.
Pictura în ulei se poate realiza pe orice suport, dar și materialul trebuie să îndeplinească anumite condiții (de exemplu, hârtia trebuie să aibă o grosime destul de mare pentru a susține culoarea de ulei, dar și o preparare eficientă cu grund înainte de a fi pictată). Întrucât uleiul distruge cu timpul fibra textilă, suportul picturii în ulei se acoperă cu o peliculă specială (grund de culoare deschisă).

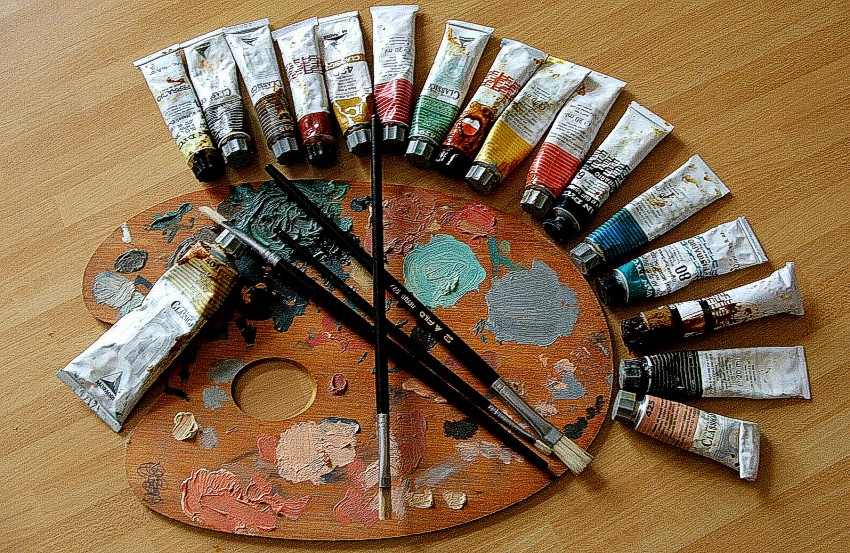
Paleta pictorului, pensule şi tuburi cu ulei.
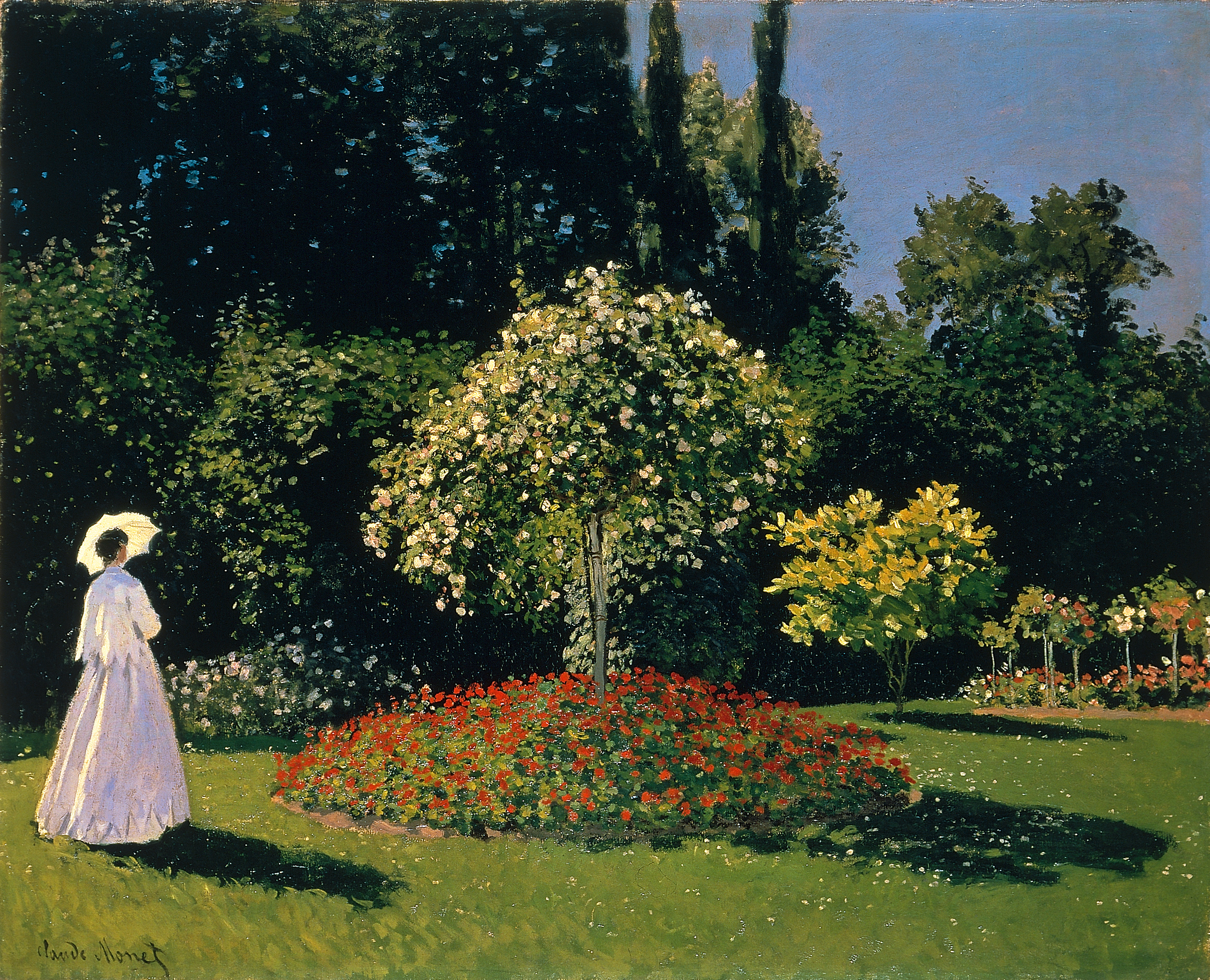
Femeie în grădină - Claude Monet; ulei pe pânză (1867), Muzeul Ermitaj.

- Ceară. Aceasta este o tehnică la care s-a renunțat, cu toate că era folosită încă din antichitate.[7] Pentru această tehnică se folosește ceara de albine expusă 10-20 de zile la soare, apoi topită repetat în apă curată.[7] Diluată cu esența de terebentină, ceara astfel pregatită se amesteca pe paletă cu pigmenți.[7] Icoanele sau tablourile în ceară aveau avantajul că prezentau culori mate, catifelate care nu se îngălbeneau în timp și nu se crăpau.[7] Erau însă sensibile la zgârieturi, lovituri și temperaturi ridicate.[7] Tot o tehnică pierdută, dar mult mai complicată era pictura cu ceara calda, numită encaustică.[7] După unele studii s-a ajuns la concluzia că suportul folosit trebuia să fie cald.[7] Culorile amestecate cu ceara, de asemenea se mențineau ca o pastă tot cu ajutorul căldurii.[7] Chiar și încăperea, unde se lucra, trebuia să aibă o temperatură ridicată constant, iar culoarea se aplica cu spatule sau pensule aspre „din prima” fără reveniri.[7] Astăzi, datorită condițiilor pretențioase, nu se mai folosește pictura în encaustică.[7]

- Acuarelă. Spre deosebire de alte tehnici, de exemplu guașă, care folosește vopsea acuarelă amestecată cu ceruză (carbonat de plumb, alb), sau pictura în ulei, tehnici care se bazează pe acumularea culorii, acuarela se bazează pe transparență, care lasă să se întrevadă fondul alb al hârtiei, ceea ce conferă lucrărilor în acuarelă luminozitatea și delicatețea care le caracterizează.[10][11] Uscarea imediată necesită o execuție rapidă, ceea ce mult timp a făcut să fie o tehnică folosită la schițe și studii, însă treptat a devenit o tehnică de sine stătătoare. A fost folosită mult la ilustrarea manuscriselor, dar epoca sa de înflorire în pictură a fost sfârșitul secolului al XVIII-lea și începutul secolului al XIX-lea, în special în Anglia, Franța și Rusia.[12] Tehnicile de lucru sunt ud pe ud, ud pe uscat și uscat pe uscat, fiecare având particularitățile sale. În lucrări aceste tehnici pot fi folosite și combinat.

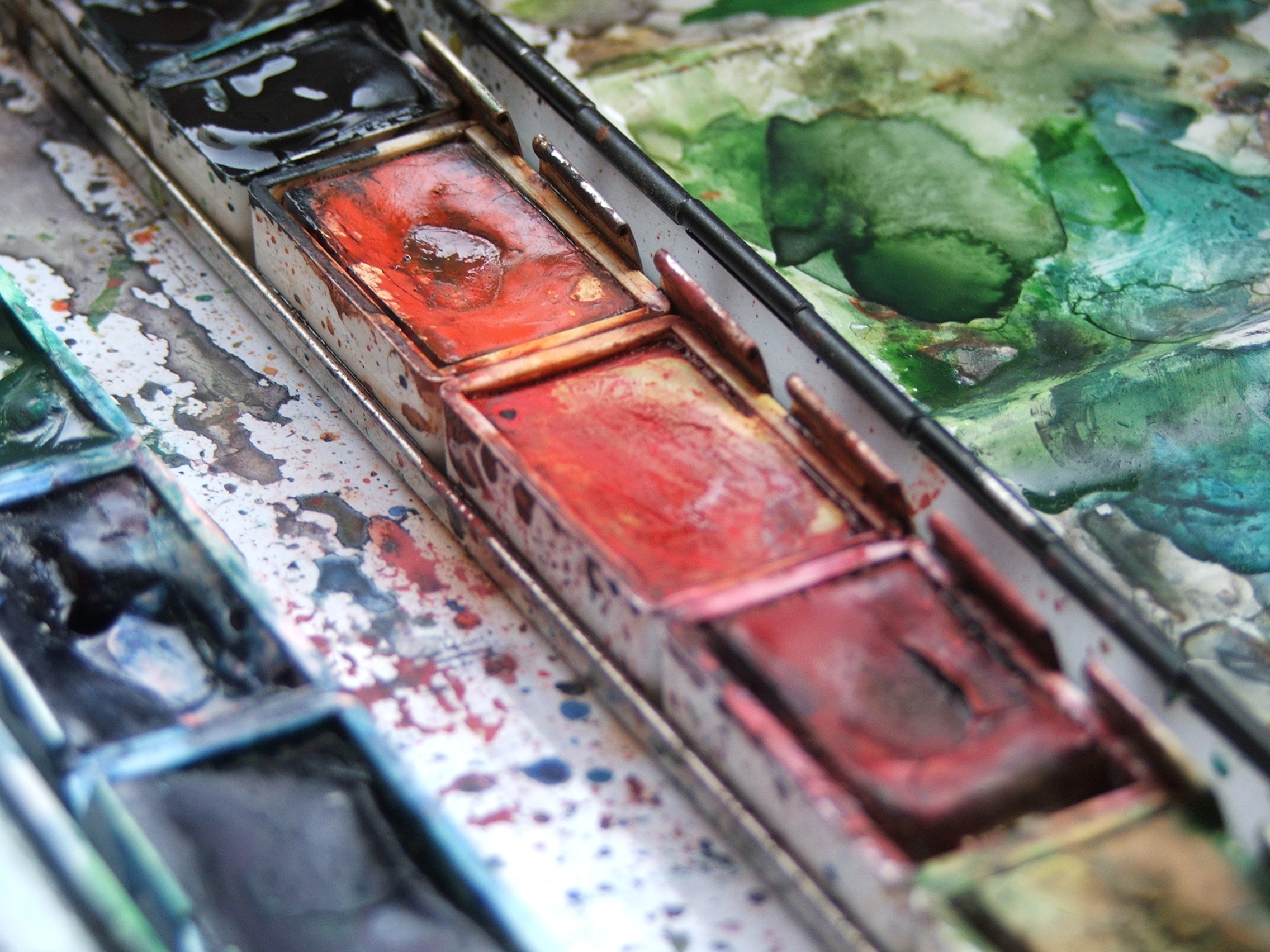
Set de acuarele.
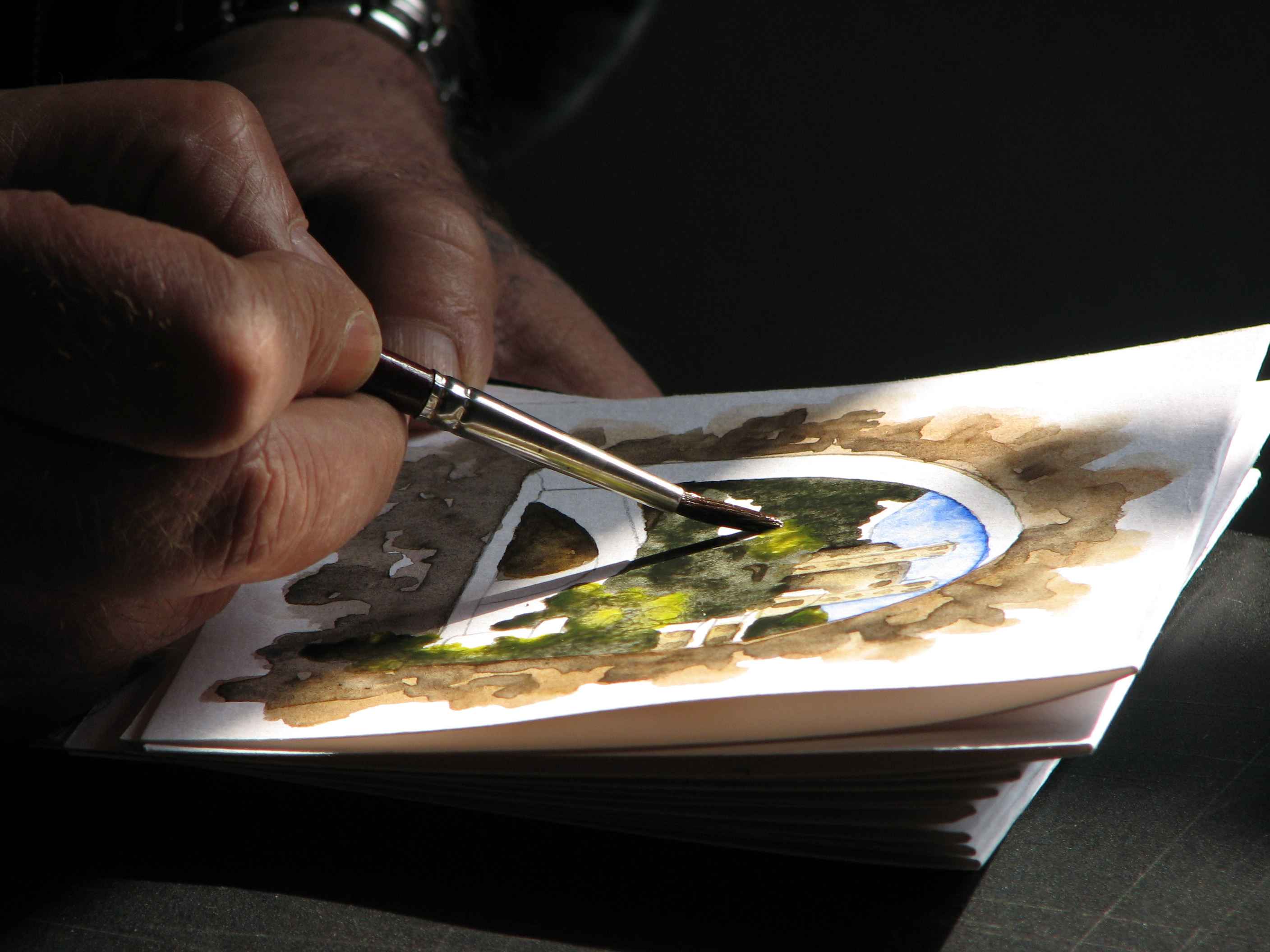
Acuarelist pictând.
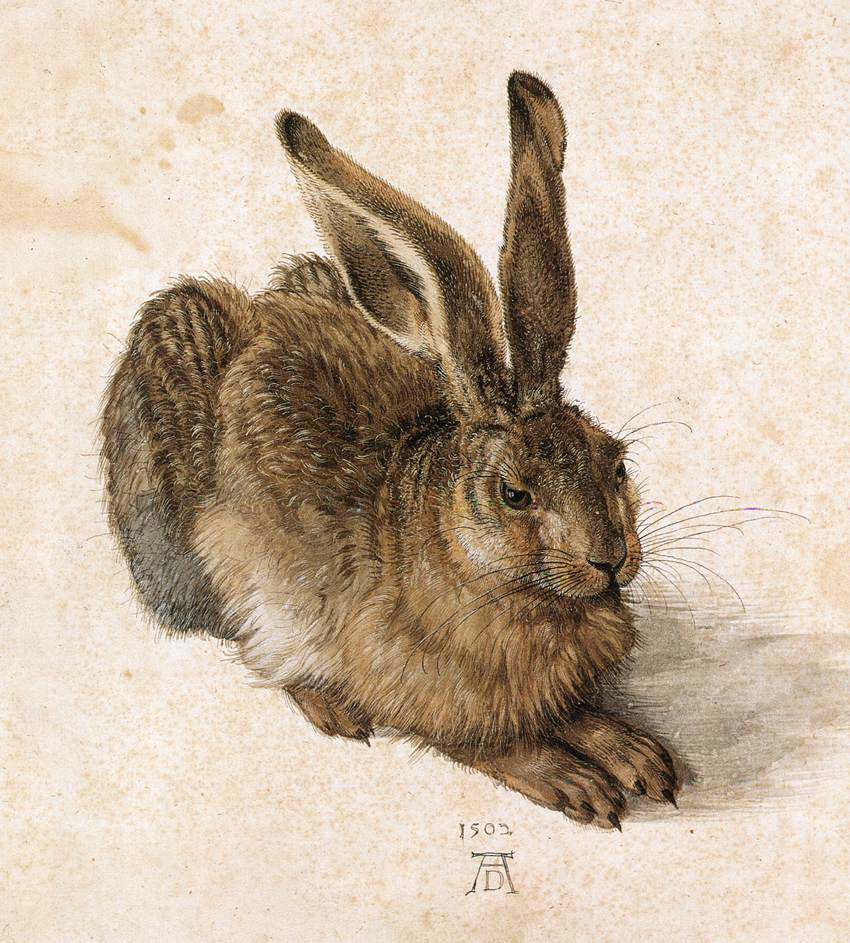
Iepure de câmp, acuarelă de Albrecht Dürer (1502), Muzeul Albertina din Viena.

- Guașă. În fapt, guașa (din franceză: gouache[13]) este o varietate de tempera, dar spre deosebire de aceasta, datorită emulsiei pe care o conține își păstreză calitățile după uscare.[14] Spre deosebire de tempera obișnuită, guașa rămâne aproape la fel de saturată cromatic.[14] Când este folosită ca pastă are un aspect lucios.[14] Guașa este o tehnică de pictură ieftină, care folosește ca diluant apa și se spală foarte ușor, fiind potrivită pentru începuturi nesigure și încercări, deoarece se usucă rapid.[15] Guașa se folosește ușor, fiindcă acest tip de pictură se poate retușa.[15] Este preferabil să se folosească o hârtie groasă sau carton, pentru că o hârtie prea subțire riscă să se rupă.[15] Spre deosebire de acuarelă, guașa, ca și tempera, conține ceruză, care o lipsesc de transparență, făcând-o mai compactă.[16] Ceruza este un carbonat natural de plumb, alb sau cenușiu, cu luciu diamantin, denumit și alb de plumb.[16] Suprafețele se acoperă cu un strat subțire dar dens de pigment, care permite corectări ulterioare.[16] Dacă este necesar se aplică și alte straturi până obținem ideea dată.[16] Dacă stratul este prea gros, guașa poate crăpa la uscare.[16] După uscare pictura capătă o tonalitate mai deschisă.[16] Atunci când sunt expuse, guașele, ca și acuarelele, pastelurile, și gravurile, trebuie protejate sub sticlă, deoarece curățarea lor nu este posibilă.[17]

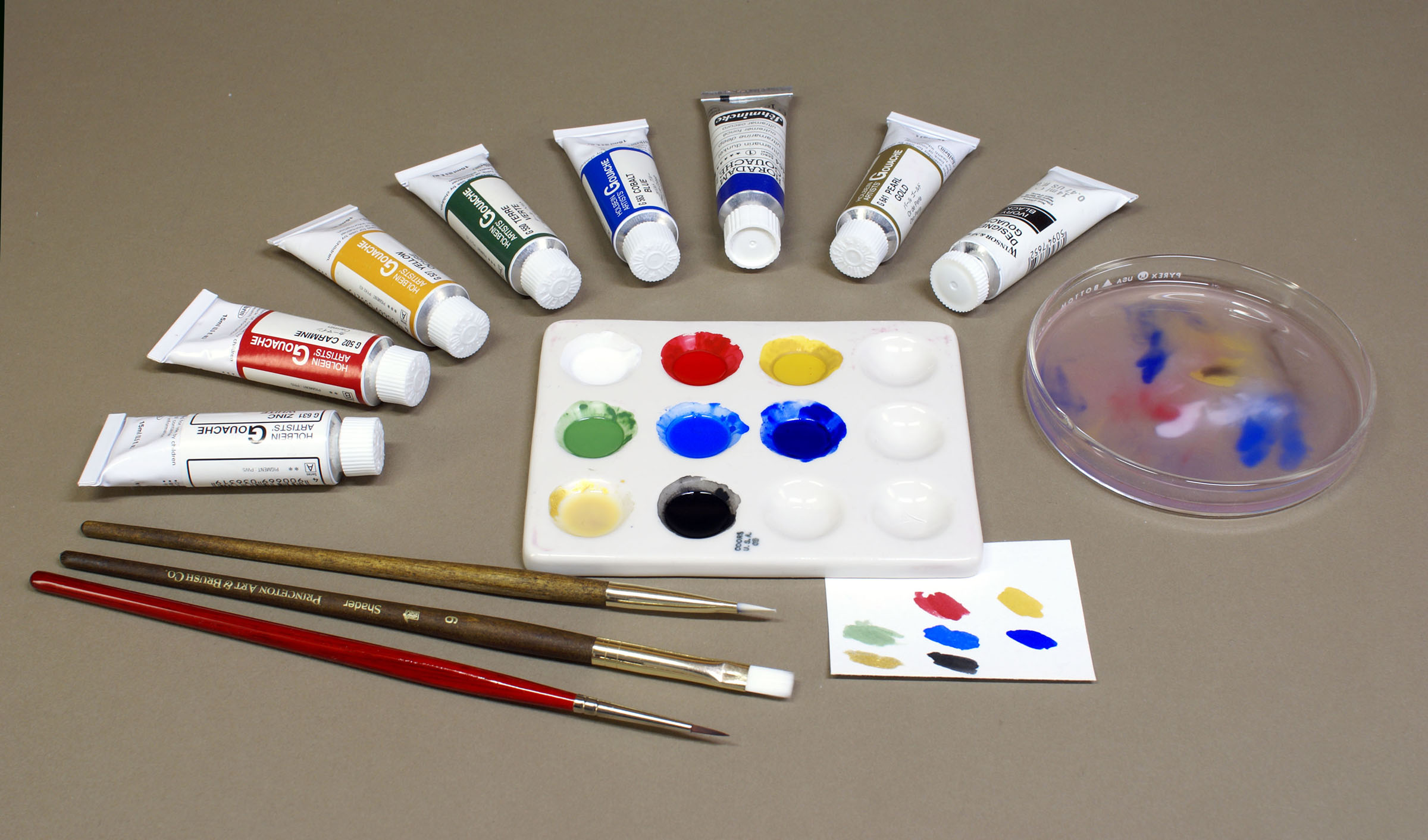
Tuburi cu guaşă.
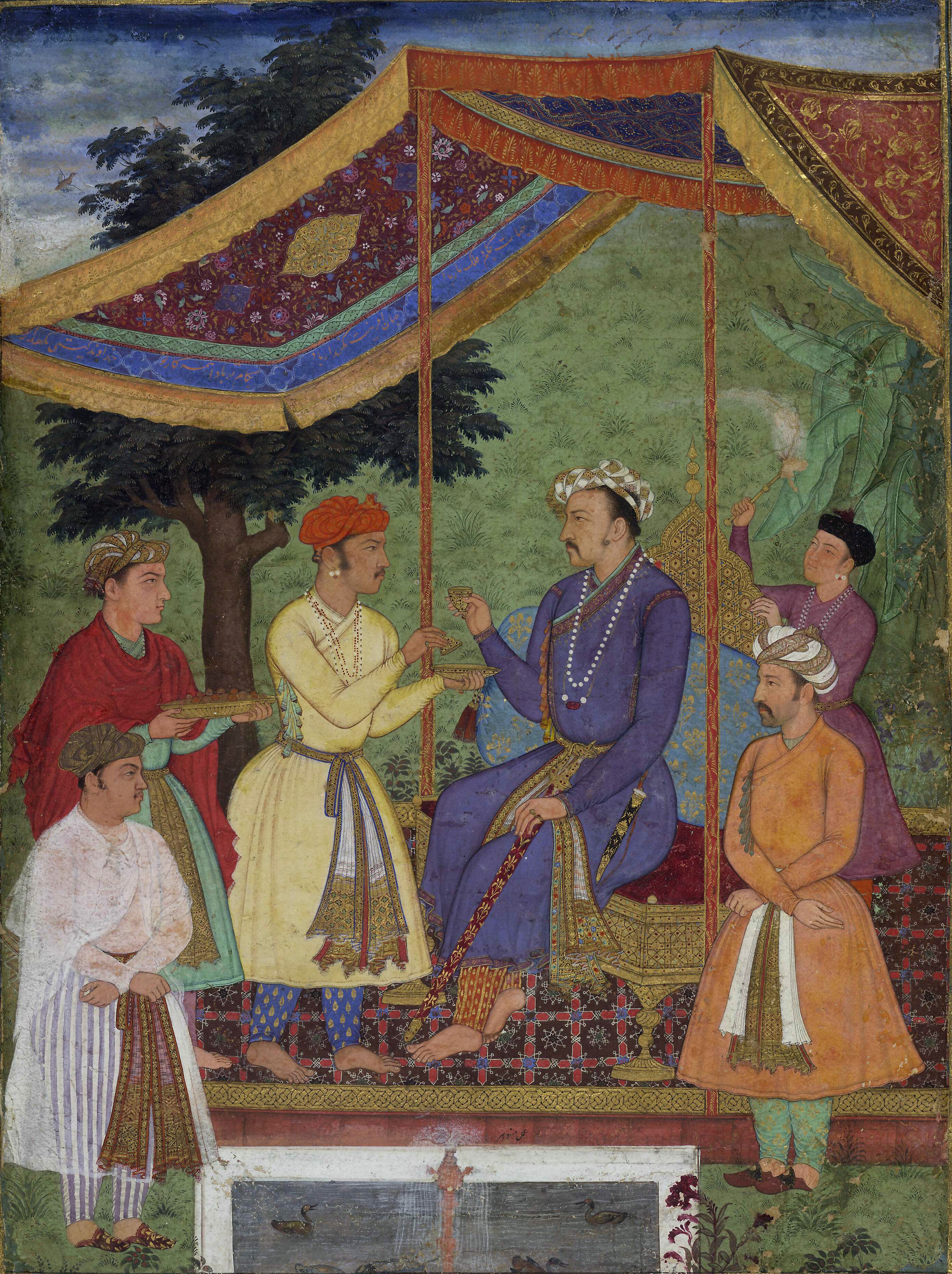
Pictură în guaşă, 1605.

- Vopselele acrilice. Folosite pentru prima dată în anii '50, acrilicele sunt acum considerate a fi unele dintre cele mai importante inovații pentru artiști.[18] Culorile au fost folosite pentru văruit și conțineau acril și vinil pe lângă pigmenți și apă.[19] Culorile cele mai bune pentru exterior sunt 100% acrilice.[19] Potențialul acestor culori a fost experimentat de către pictorii muraliști mexicani pentru prima dată în decorațiile interioare.[19] Din anii '60 culorile acrilice sunt comercializate pe scară larga.[19] Popularitatea acrilicelor printre artiști poate fi atribuită în principal versatilității acestora.[18] Apreciate pentru intensitatea culorii, timpul rapid de uscare și solubilitatea ei, acrilicele se pot folosi atât în tehnica picturii în acuarelă, cât și în tehnica picturii în ulei.[18] Evaporarea rapidă a apei din culorile acrilice obligă artiștii la un lucru rapid.[19] Unele avantaje sunt: neaplicarea regulii de aplicare a straturilor „grase” peste cele „slabe” și posibilitatea de a aplica facil culorile pe aproape orice suport.[19] Tehnica oferă o luminozitate deosebită și culori spectaculoase.[19]

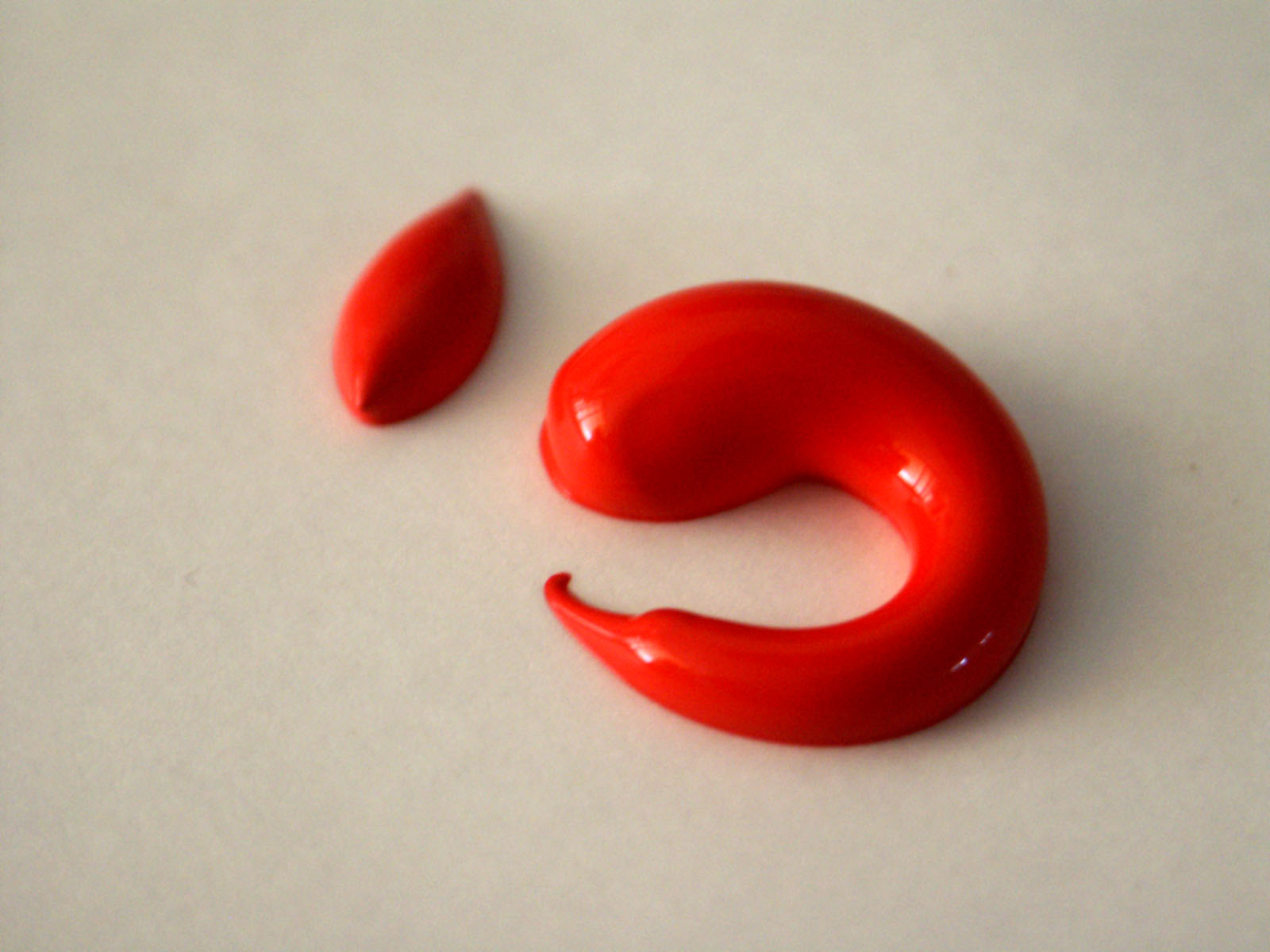
Vopsea acrilică de culoare roșie.

- Pastel. Este o tehnică artistică care folosește bețisoare care sunt compuse din pigment pudra amestecat cu un liant.[20] Pigmenții folosiți pentru a fabrica pastelul sunt aceiași care sunt folosiți pentru a crea și celelalte culori, în special cele de ulei.[20] Liantul folosit este un ulei neutru cu mică saturație.[20] Pastelurile uscate au folosit de-a lungul timpului ca liant gumă arabică, iar metil-celuloza a fost introdusă în secolul XX.[20] De multe ori sunt introduse și creta sau ghipsul în componență.[20] Variază în funcție de duritate; cele mai moi sunt învelite în hârtie.[20] Pastelul uscat este de mai multe tipuri: cele moi sunt cele mai frecvent folosite, dar necesită fixare, iar cele tari sunt folosite la detalii.[20] De asemenea, pastelul este diferențiat și în funcție de materialele folosite în fabricație: pastelul de ulei: are o consistență moale și grasă, mai greu de amestecat, dar nu necesită fixare, și pastelul solubil în apă: conțin o componență solubilă în apă, și pot fi spălate cu pensula uda, tehnică asemănătoare acuarelei.[20] Prima mențiune a tehnicii o face Leonardo da Vinci.[20]

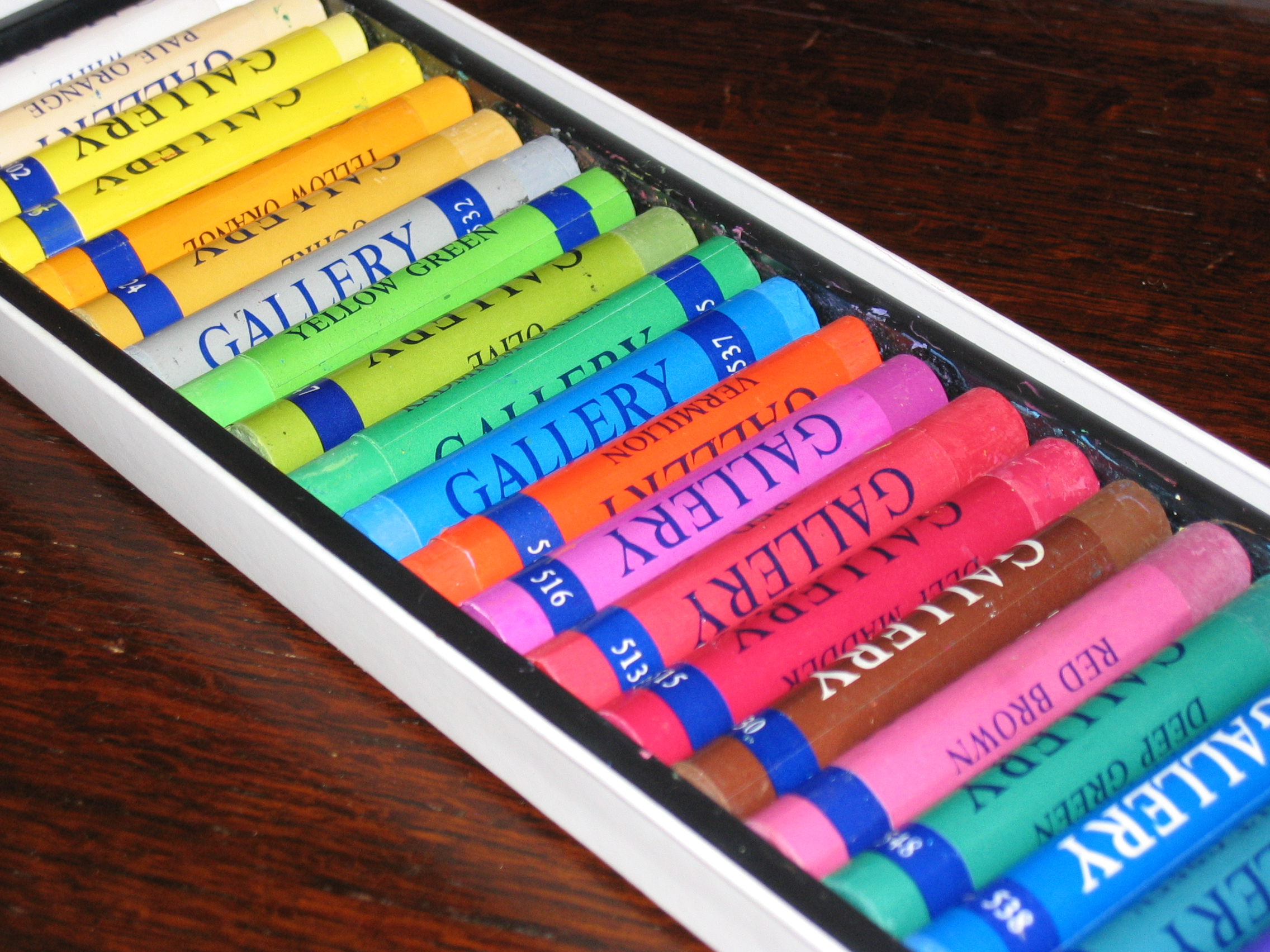
Pasteluri comerciale.
Femeie scăldându-se - Edgar Degas; pastel pe hârtie (1886), Muzeul Orsay.
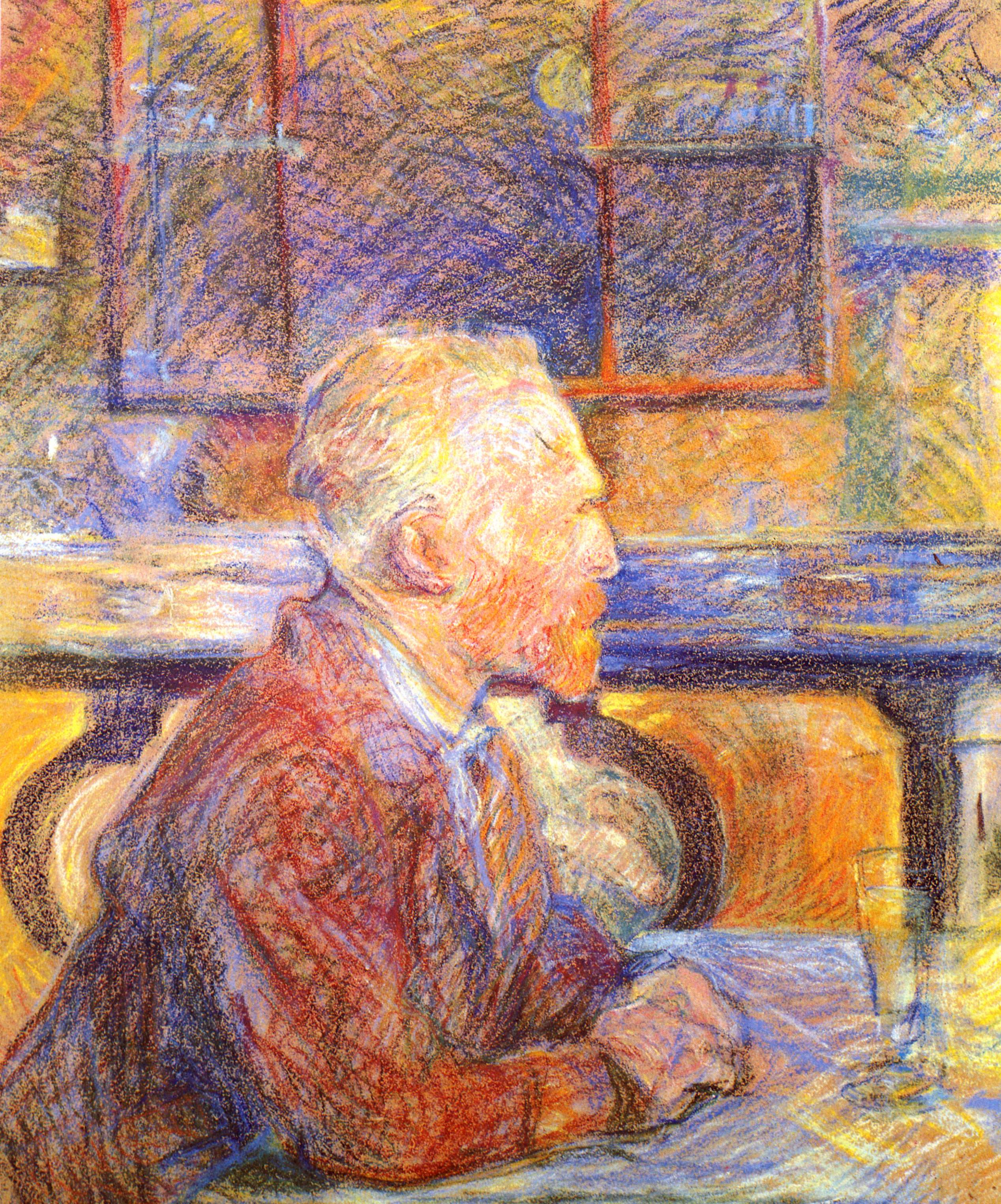
Portretul lui Van Gogh - Henri de Toulouse Lautrec; pastel pe carton (1887), Muzeul Van Gogh.

- Frescă. Această tehnică presupune pictarea pe un perete proaspăt tencuit, în timp ce acesta este încă umed (de unde și denumirea de pictură „pe umed”).[21] Astfel, culorile se combină chimic cu suportul și, după uscare, are loc fixarea lor definitivă.[21] Pentru executarea frescei, trebuie efectuate unele operțiuni preliminare.[21] Înainte de toate, pe perete se aplică un prim strat de tencuială granulată, numit mortar.[21] Peste el se aplică un al doilea strat de tencuială mai poroasă - arriccio - peste care se poate trasa direct desenul în cărbune, cu ajutorul schițelor pregătitoare (o caracteristică de sol terra rossa).[21] Peste arriccio se întinde un al treilea strat de tencuială mai fină, în timp ce acest strat este încă umed, pe care se efectuează rapid pictura propriu-zisă cu pigmenți rezistenți la varul din pasta de bază a tencuielii.[21] Deoarece acesta se usucă foarte repede, se pictează bucată cu bucată, calculând suprafața care poate fi realizată într-o zi.[21] Pictorul poate reveni la suprafețele pictate în zilele anterioare pentru a le definitiva cu ajutorul îmbinării dintre două straturi diferite de tencuială.[21] Un artist care dorește să picteze pe frescă trebuie să știe cât poate picta într-o singură zi, fie să picteze rapid și precis pentru a evita, pe cât posibil, ulterioare modificări „pe uscat”, care nu garantează persistența în timp a culorilor.[21] Dacă înainte de secolul al XV-lea, desenul pregătitor se trasa direct pe tencuială, ulterior s-a trecut la desenul pe carton, pentru ca, în final, cu ajutorul tehnicilor de pulverizare sau de gravură directă, desenul să se transfere direct pe tencuială.[21]

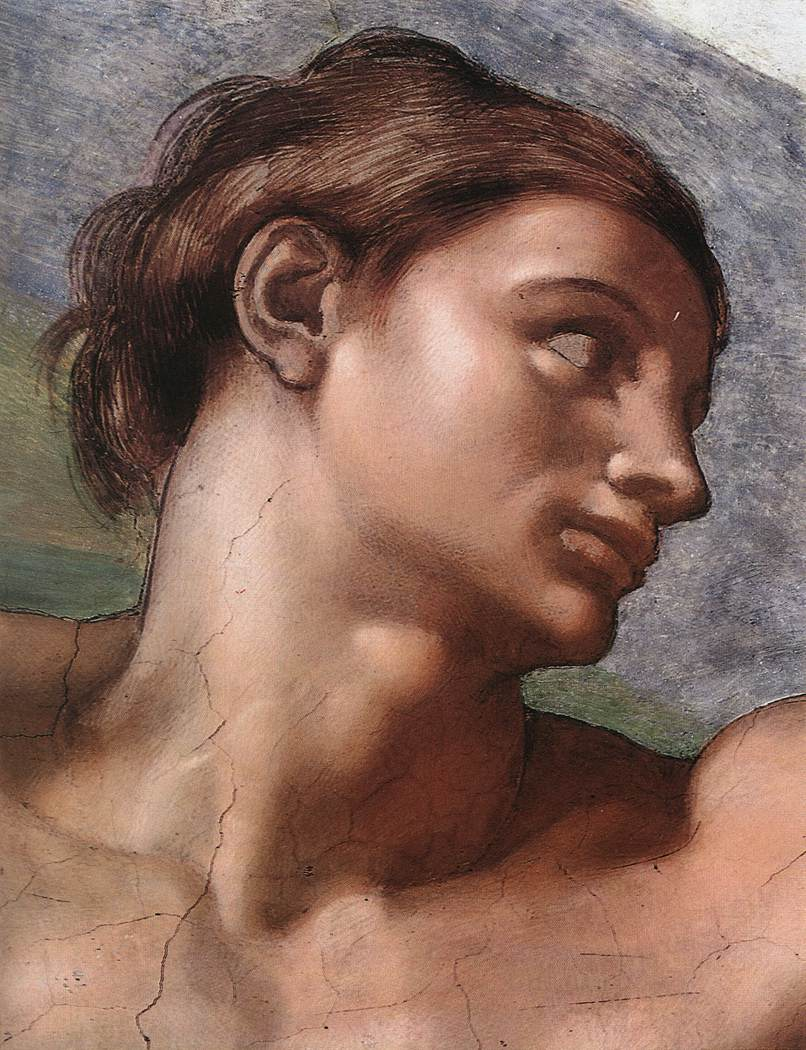
Crearea lui Adam - detaliu (Adam).
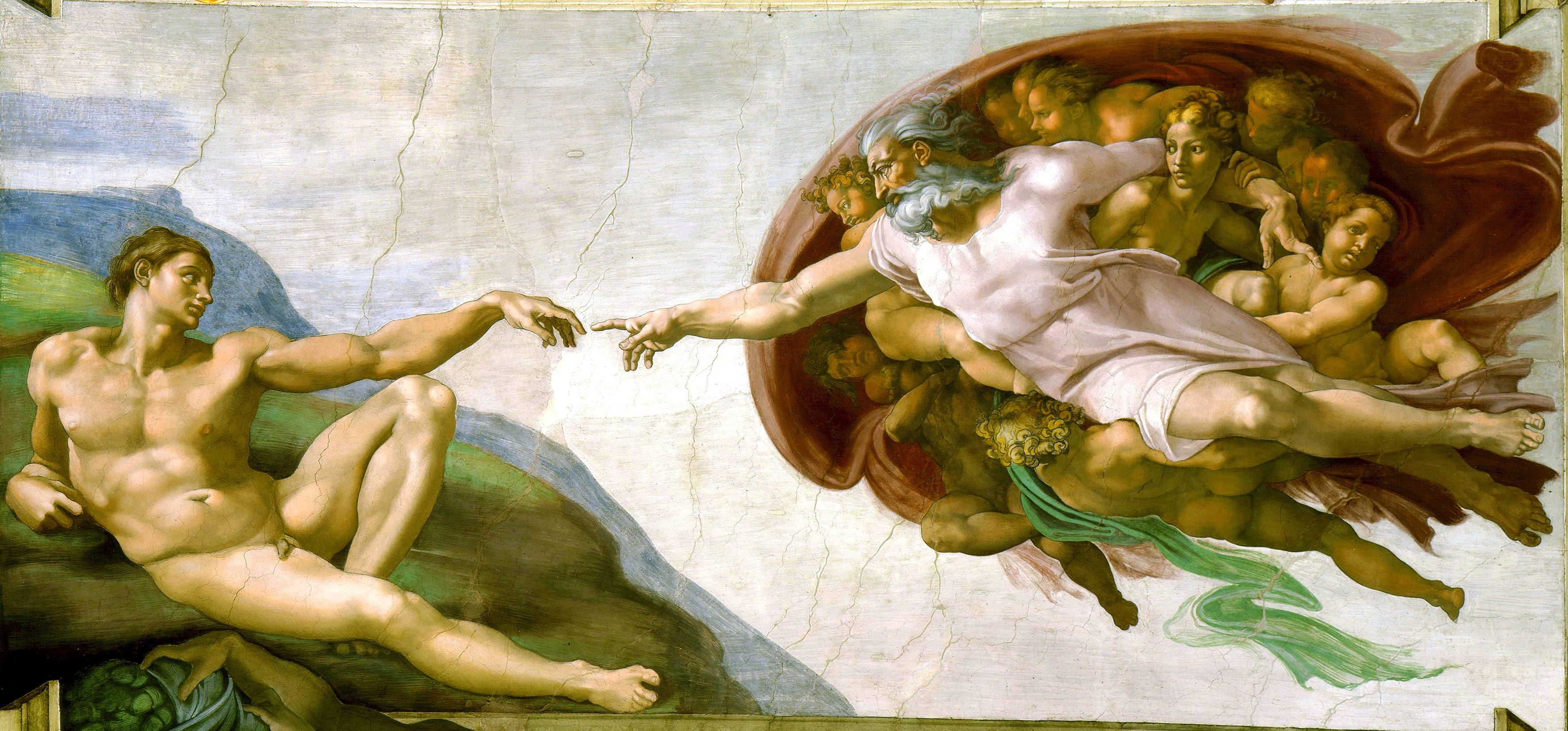
Crearea lui Adam - Michelangelo Bounarroti; Capela Sixtină.
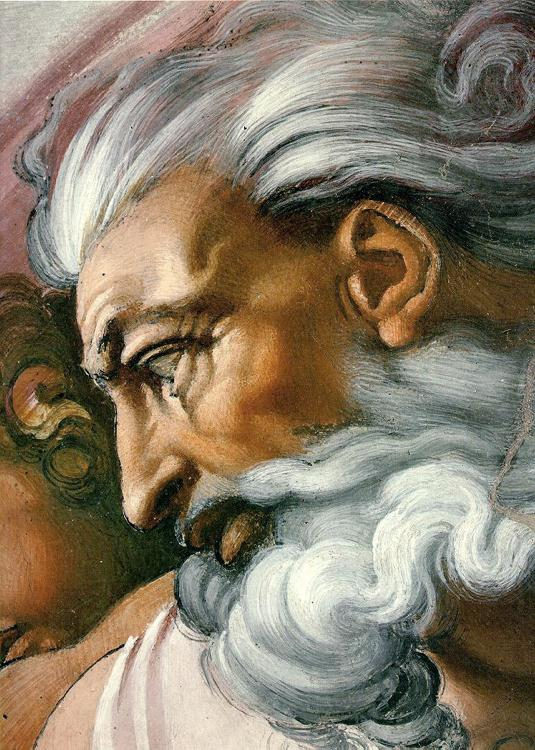
Crearea lui Adam - detaliu (Dumnezeu).

- Cerneală. Este numită și cerneală chinezească. Împreună cu graffiti, ele sunt mai degrabă tehnici de desen. În general, prezentarea este în formă lichidă, dar este, de asemenea, sub formă de bară foarte solidă care urmează să fie diluată pentru utilizare. Cele mai întrebuințate culori sunt negru și sepia, dar acum se folosesc multe alte culori diferite. Cerneala este aplicată în diverse moduri, de exemplu, stiloul sau pixul, sunt cele mai potrivite instrumente pentru desene și caligrafia picturilor. Ea se aplică, de asemenea, cu o pensulă de cerneală, tehnica din antichitate, numită caligrafie, ca și scrierea japoneză care este de asemenea realizată în pensulă și cerneală pe hârtie. Cerneala se mai poate aplica cu un încărcător de cerneală sau cu un rapidograph.

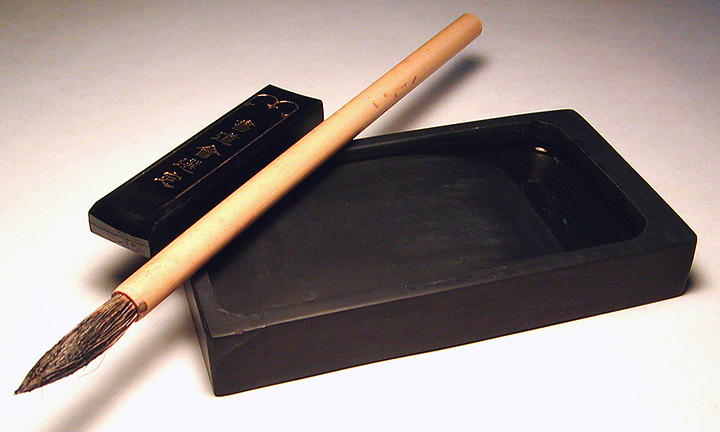
Pensulă și cerneală.
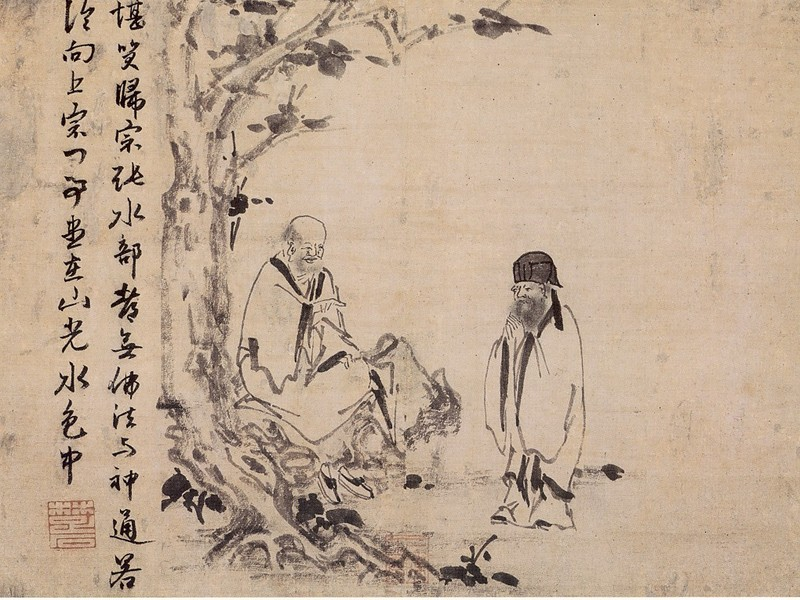
Cerneală pe hârtie, Japonia, secolul al XIV-lea.

- Tempera (de ou). Tempera pe baza de ou este una dintre cele mai vechi, versatile și durabile metode de pictură.[22] Rădăcinile acestui mediu de pictură sunt atestate încă din timpurile preistorice și este considerată a fi o tehnică permanentă, datorită rezistenței sale la umiditate și schimbările de temperatură.[22] Ea necesită răbdare și experiență - reprezintă tehnica cea mai utilizata în iconografie.[22] Emulsiile de tempera formează propriul strat protectiv și spre deosebire de culorile în ulei, acestea nu își schimbă culoarea în timp și mai mult, se usucă într-un timp foarte scurt.[22] Aplicată într-un strat subțire de culoare, tempera este translucidă, precum acuarela, dar aplicată în straturi mai groase de culoare, aceasta devine opacă, precum guașa.[22] Cu toate acestea, vopseaua tempera se usucă la atingere în câteva secunde; pictura nu este cu adevărat uscată în profunzime decât după aproape 12 luni.[22] Tehnica picturii în tempera, populară în sec. XIII și XIV, va deveni surclasată de tehnica picturii în ulei.[22]

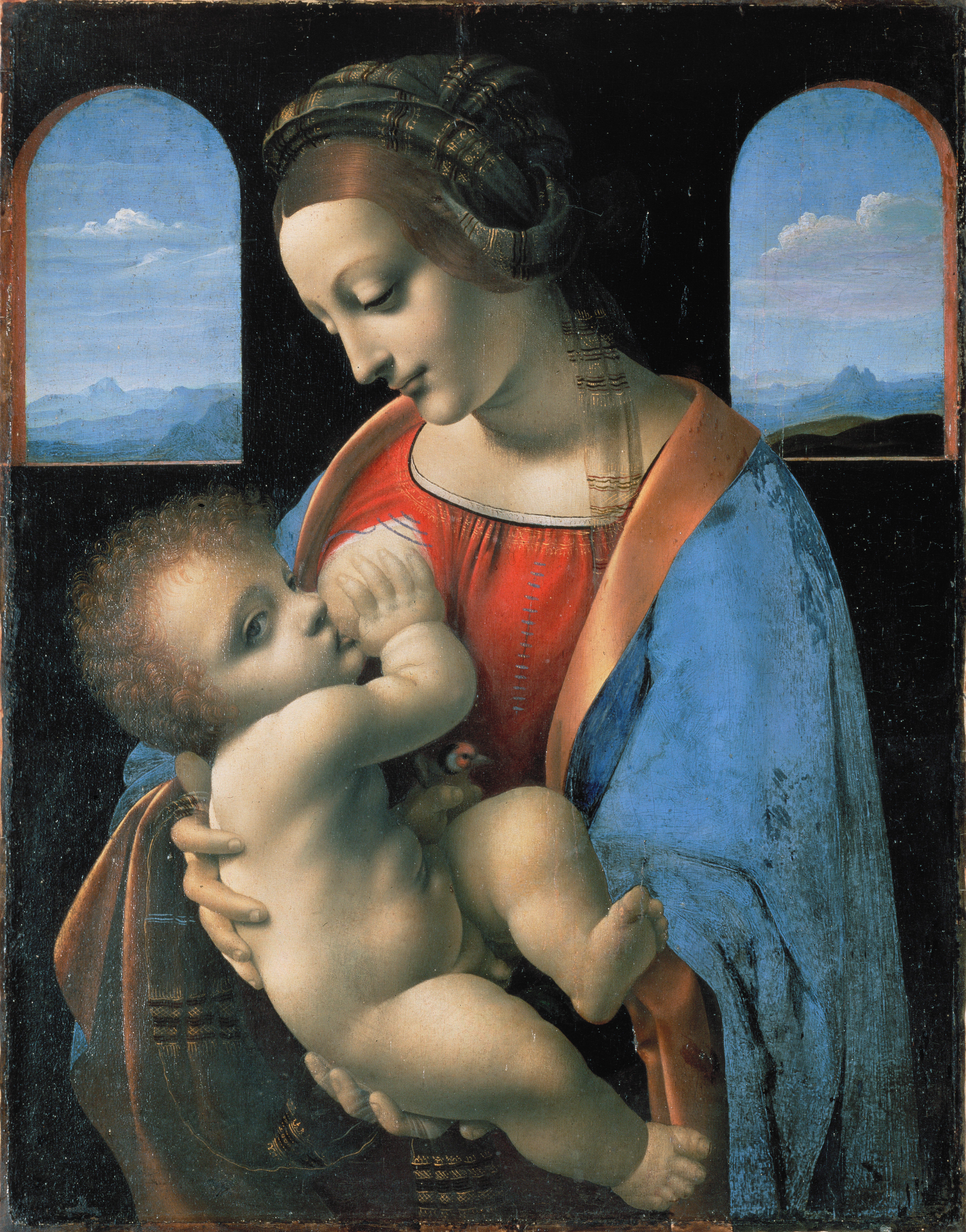
Madona Litta - Leonardo da Vinci; tempera pe lemn transferat pe pânză, cca 1490, Muzeul Ermitaj.

- Grisaille. Grisaille este o tehnică, prin care o imagine este executată în întregime în tonuri de gri și este de obicei realizată astfel încât să producă iluzia unei sculpturi sau a unui relief.[23] A fost utilizată mai ales de către pictorii flamanzi din secolul al XV-lea (de exemplu la Altarul din Gand al lui Jan van Eyck, 1432).[23] La sfârșitul secolului al XVIII-la, a fost folosită pentru a imita sculpturile clasice, în decorația pereților și plafoanelor.[23] Uneori este utilizată pentru a obține stratul de sub culorile de ulei translucide.[23] În secolul al XVI-lea, la Limoges, Franța, au apărut piesele din email pictat în grisaille. Tehnica a permis obținerea unui efect dramatic de lumini și umbre, precum și a unei senzații puternice de tridimensionalitate.[23]

- Pointilism. Pontilismul (pontillism) este tehnica folosită în pictură, care prevede alăturarea unor puncte de mici dimensiuni, pe care ochiul spectatorului este în măsură să le reunească singur, privind tabloul de la distanța potrivită.[24] Acest procedeu îi permite artistului să lucreze cu orice fel de lumină, chiar și cu cea artificială.[24] Pictorul neoimpresionist Georges Seurat a propus stilul pointilist, care abordează în manieră științifică problema percepției.[24]

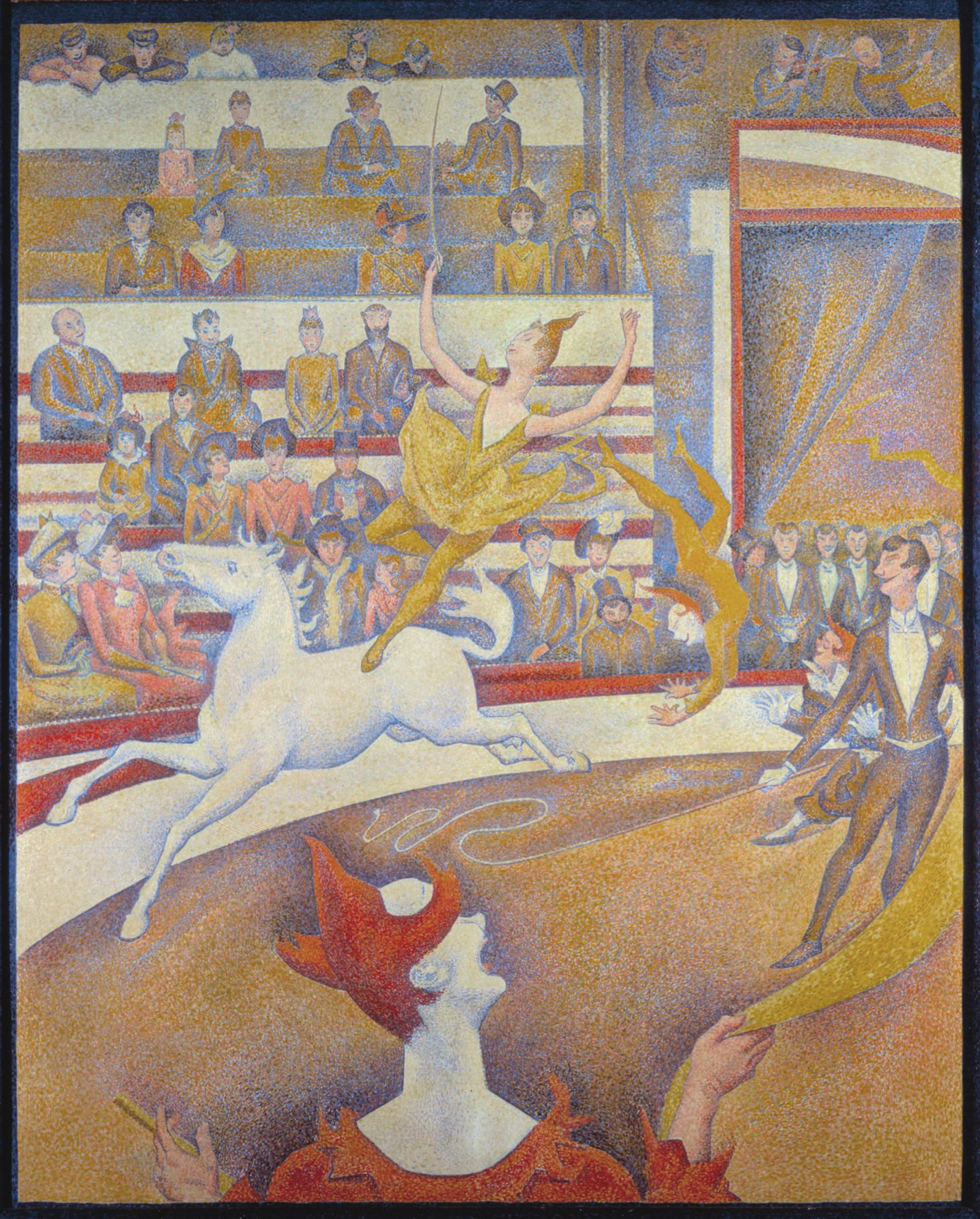
Circul - Geoges Seurat; 1891, Muzeul Orsay.

- Vitraliu. Vitraliul este tehnica artistică obținută din îmbinarea unor bucăți de sticlă diferit colorate[7] sau pictate.[25] Vitraliul a început să fie folosit când mozaicul era în declin.[7] În Apus, ferestrele în vitraliu vor excela în complexitate în perioada gotică; în acea perioadă, bisericile gotice erau foarte impunătoare și înalte, de aceea era nevoie de mai multă lumină.[7] Ferestrele s-au mărit, spațiul dintre geamuri s-a micșorat, pereții nu mai erau pictați și astfel s-a recurs la vitraliu, singurul mijloc prin care s-ar fi putut da culoare interiorului bisericii.[7] Și în bisericile ortodoxe pictate se pot monta vitralii, cu condiția să fie mai simple, pentru a nu încărca prea mult spațiul interior, sau ca să nu concureze cu peretele deja pictat.[7] Tehnica este una grea, căci necesită unelte și cuptoare speciale pentru prelucrarea sticlei.[7] Colorarea acesteia se face cu oxizi metalici rezistenți la temperaturi înalte de 1200 grade C.[7] Pentru realizarea unui vitraliu se face pentru început un desen cât mai simplu, împărțit în zone colorate.[7] Apoi se face același desen pe un carton care se decupează după fiecare zona colorată.[7] Bucățile de carton se lipesc de sticla colorată potrivit culorii respective.[7] Apoi se taie sticla la dimensiune și se reface mozaicul din sticlă, lipind cu șine subțiri de plumb bucățile între ele.[7]

### Alte tehnici
Există și unele tehnici mai moderne, cum ar fi abstracția gestuală sau graffiti-ul, care sunt alte posibilități de exprimare a artei.
- Action painting. Action painting sau abstracția gestuală este o tehnică de pictură directă, dinamică, instinctivă, care presupune spontaneitate în aplicarea culorii. Aceasta este picurată, vărsată și întinsă pe pânză prin gesturi rapide.[26] Termenul a fost folosit pentru prima dată cu referire la lucrările lui Jackson Pollock.[26] Pictorii americani s-au inspirat din tehnicile „automate” folosite de suprarealiștii europeni în anii 1920 și 1930. Aceștia consideră că tabloul nu reprezintă doar un produs finit, ci și o istorie a procesului de creație al acestuia. Abstracția gestuală este legată și de expresionismul abstract al anilor 1950.[26]

- Graffiti. Este o vopsea ambalată în cutii de spray și utilizată prin apăsarea unui buton de deasupra lichidului, care vine într-un pulverizator fin, folosită pe suprafețe mari, de multe ori pe pereții de pe străzi. Romanii și grecii foloseau această metodă pentru a-și exprima ideile public, pe stradă.[27] Graffiti nu a avut inițial sensul cunoscut astăzi, inscripțiile murale reprezentând o formă de exprimare acceptată de toți oamenii din comunitatea respectivă, o formă legală și chiar încurajată.[27] Astăzi, exprimarea graffiti este asociată în primul rând ideii de vandalism.[27] Orice desen care se realizează pe un perete exterior fără acordul proprietarului, este considerat un delict și este pedepsit în funcție de gravitate.[27] Locul unde s-a dezvoltat cel mai bine acest mod de manifestare stradal a fost orașul New York.[27]

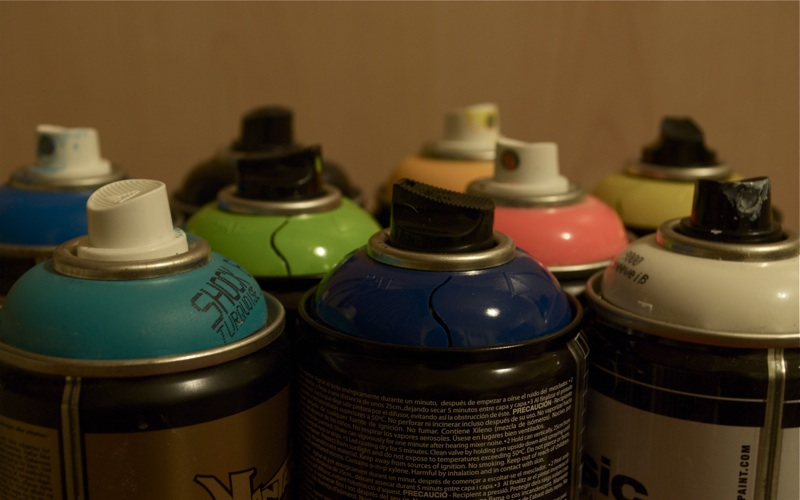
Cutii.
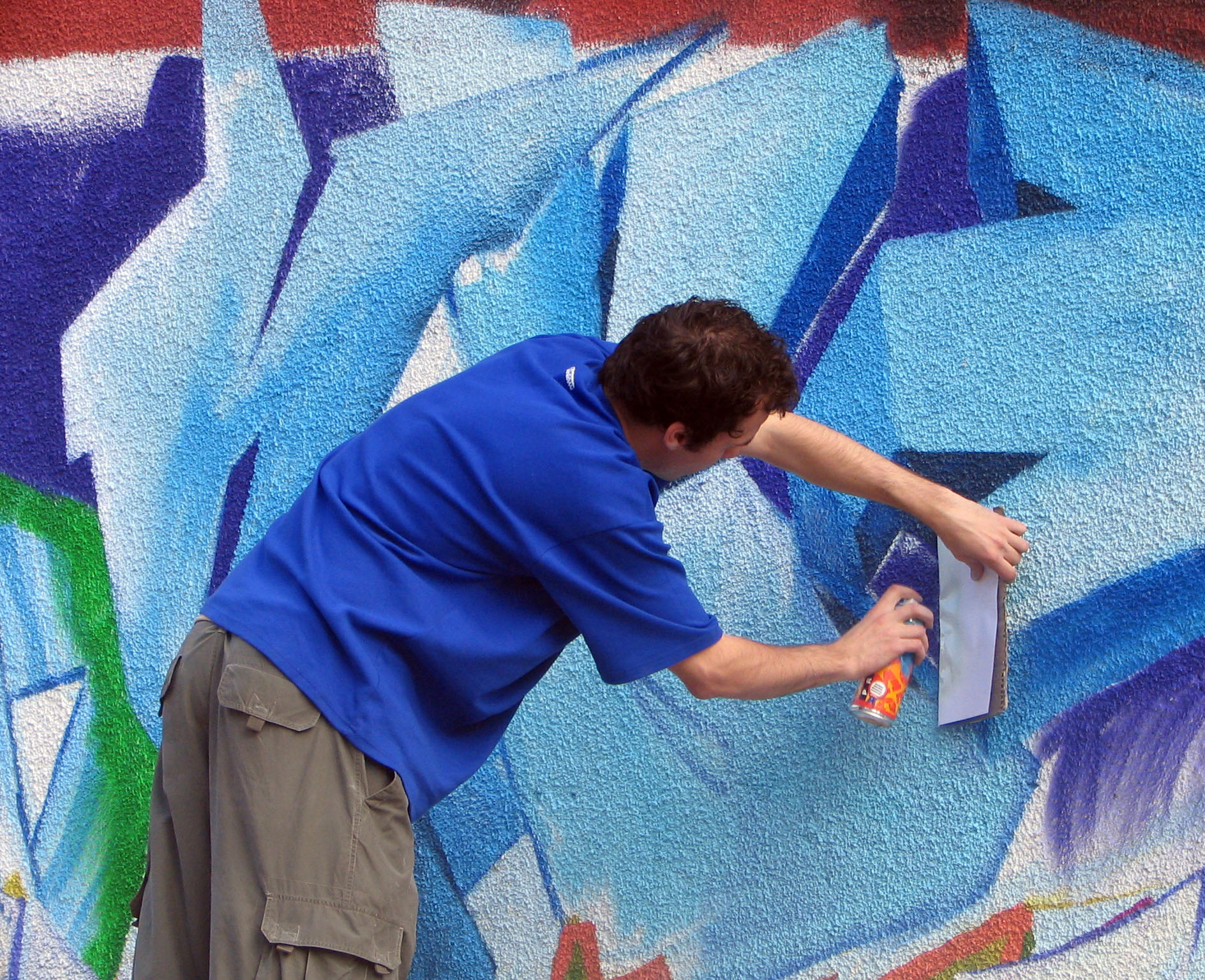
Un artist realizând un graffiti în București.
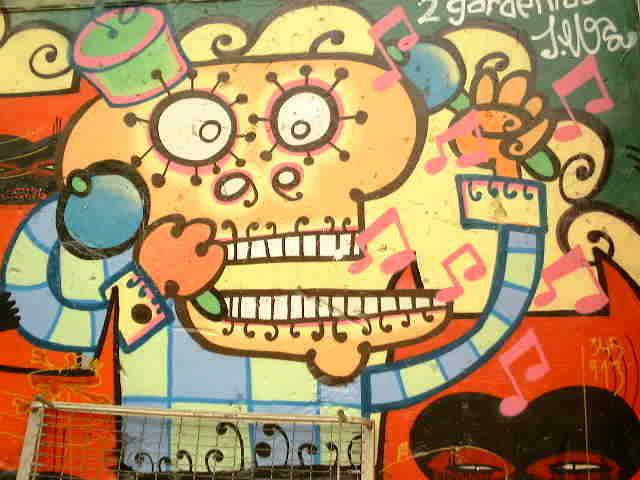
Graffiti într-un cartier din Barcelona.

O considerație finală sunt așa-numitele tehnici mixte. Uneori, diferite tehnici sunt folosite pe același suport. Colajul, de exemplu, o tehnică artistică care nu este picturală devine o tehnică mixtă atunci când intervențiile sunt făcute cu guașă, ulei sau cerneală.

## Materiale
Există informații scrise despre materialele pe care artiștii le-au folosit de-a lungul istoriei; există documente, cum ar fi scrisorile adresate altor artiști sau examinări tehnice și științifice ale unor opere de artă. Aceste examinări sunt foarte utile pentru a consolida dovezile documentare. Firește, din secolul XX, materialele au fost utilizate în cantitate și diversitate mai mare.

### Suporturi
Suportul îndeplinește funcția de purtător al fundalurilor și al straturilor de vopsea. Suporturile sunt variate, cele mai tradiționale sunt de hârtie, carton, lemn, pânză și pereți, la care pot fi adăugate, printre altele, cele din metal, sticlă, plastic sau piele. Toate necesită un grund special care depinde de procedeul pictural pe care dorim să-l folosim.

#### Panel de lemn

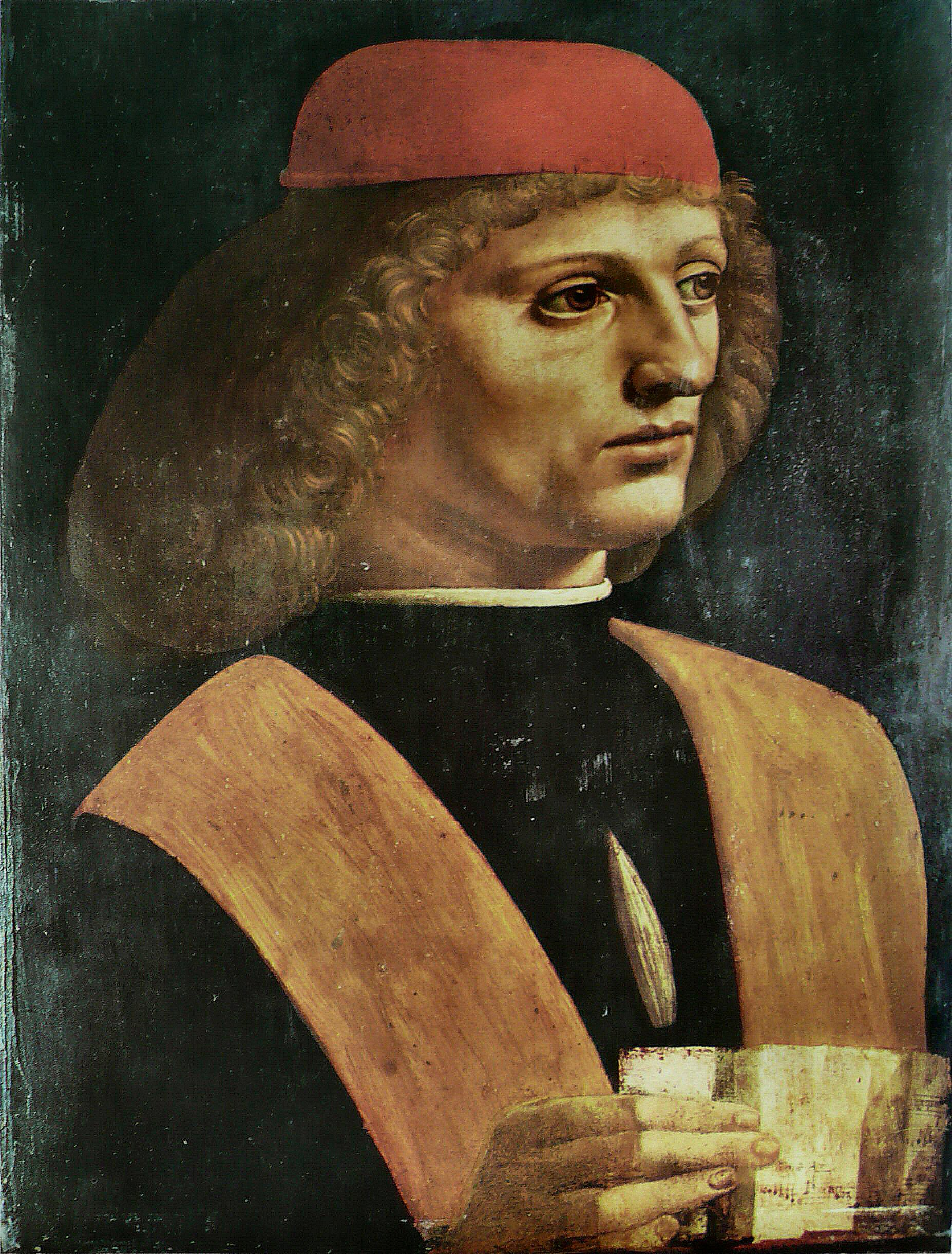
Portretul unui muzician - Leonardo da Vinci; ulei pe panel de lemn, cca 1490 sau 1485, Pinacoteca ambroziană.

Istoria panoului de lemn începe cu sarcofagele egiptene vechi de câteva mii de ani, continuă cu pictura portabilă, apoi cu panourile pictate în encaustică; în Evul Mediu a avut o și mai largă utilizare. Momentul de vârf în care panoul are cea mai largă folosință este atins în Europa de Sud între secolele XIV-XV. În Renaștere rămâne suportul de bază până în secolul XV, chiar dacă mai apare și pânza. În secolul nostru, lemnul continuă să fie folosit, deși în proporție mult mai redusă față de numărul enorm de tablouri pictate pe pânză.
Lemnul este un organism care se modifică neîncetat. Substanța sa lemnoasă este compusă din fibre lungi.

##### Sistemul de consolidare
Traversele sunt stinghiile transversale aplicate pe spatele panourilor pictate altădată. Confecționate dintr-o esență lemnoasă mai moale decât a panoului sau dintr-una similară, ele se pot opune dezmembrării și tendinței spre curbura acestuia, dar cu măsură, fără strangulări ce s-ar putea solda cu fisuri.

#### Sticlă
Sticla este un alt suport adecvat pentru pictură. Cele mai cunoscute exemple se găsesc în ferestrele de sticlă din catedralele din secolul al XII-lea; au fost plasate vitralii colorate și pictate în tehnica grisaille; acest lucru permite în primul rând, schimbarea culorii de fundal a sticlei, și în al doilea rând, conturarea figurilor reprezentate, în special cele de fețe.

#### Hârtie

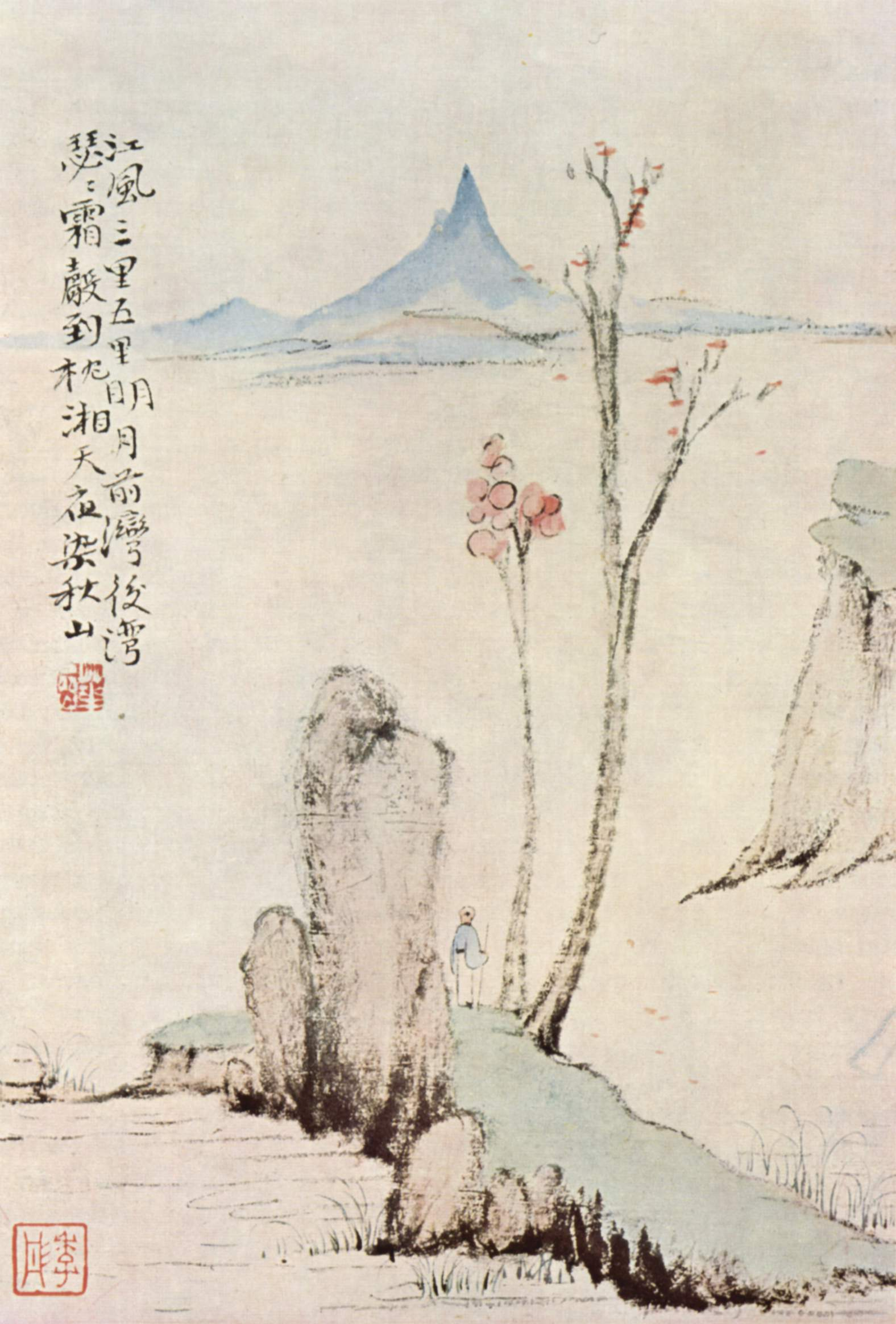
Hârtie de orez chinezească.

În jurul anului 200 î.Hr. hârtia era folosită deja în China, pe atunci confecționată din cârpe de mătase. Demnitarul chinez Tsai Lun (48-118) a inventat hârtia în varianta ei mai modernă, materialele de bază fiind cânepa, țesătura și bumbacul amestecate cu apă, transformată în pastă și întinsă pe o foaie. Un document indică precis că hârtia, a fost descoperită în anul 98, însă procedeul de fabricare a fost ținut secret până secolul al VIII-lea, când Samarkandul era un centru însemnat de producere a hârtiei. Hârtia a ajuns în Bagdad în 793, în Siria și Egipt în cca. 900 și în Africa de Nord puțin după aceea. În Europa, hârtia a ajuns târziu, abia prin anii 1100 iar prima fabrică de hârtie din Europa este deschisă în 1150 la Jativa, Valencia, Spania. Mai târziu au apărut fabrici și în Franța, Germania, Anglia iar în România primele fabrici s-au construit în 1539 la Sibiu și în 1546 la Brașov, iar primul act oficial scris pe hârtie este dat de Mircea cel Bătrân Mănăstirii Tismana în anul 1406.
Hârtia pentru pictură poate fi descrisă prin opt caracteristici: material, culoare, greutate, textură, capacitate de absorbție, rezistență, dimensiuni și forma în care se livrează.
Hârtia este folosită în diverse tehnici de pictură, cele mai comune sunt acuarela, guașa, pastelul și cerneala neagră sau colorată. Există o varietate de texturi, culori și greutăți, și alegerea depinde de intenția artistului și stilul care crește. Există trei standarde:

Formate A.

- Hârtia satinată (netedă, presată la cald); multi artiști iau în considerare suprafața ei prea alunecoasă pentru acuarelă.
- Hârtia granulată fin (presată la rece), care se obține cu o stofă presată pe hârtie într-o etapă a fabricației. Pe această suprafață este cel mai ușor de lucrat.
- Hârtia granulată rugos (aspră), care are o textură aparentă pronunțată. Necesită multă experiență, dar efectele picturale sunt foarte bune. Suprafața hârtiei este tratată cu substanțe care măresc absorbția apei, ca gelatina, guma arabică, rășini, sau, mai nou, substanțe sintetice ca Aquapel.

Hârtia se livrează în blocuri, coli sau role. În Europa se folosesc blocuri în formate A: A5 (21 –x 14,8 cm), A4 (29,7 x 21 cm) sau altele. Alte dimensiuni sunt cele anglo-saxone: „sferturi” (15" x 11"), „jumătăți” (15" x 22"), „întregi” (22" x 30"), „dublu elefant” (30" x 40") și „împărat” (40" x 60"). În role, hârtia poate avea o lățime de până la 1,5 m (60") și o lungime până la 10 m (30 ft).
Au existat tentative de a determina normele internaționale pentru dimensiunea hârtiei și în secolul XVIII, de către George Lichtenberg, apoi în secolul XIX, când Wilhelm Ostwald a exprimat termenul de „format internațional”, însă standardele folosite azi în aproape întreaga lume, au fost stabilite de inginerul german Walter Porstmann.
Testarea calității hârtiei se face prin diferite metode. Compoziția hârtiei se poate testa prin ardere, cea de celuloză arde complet lăsând puțină cenușă gri. Absorbanța hârtiei se verifică prin umezire, iar rezistența ei prin îndoiri repetate de-a lungul unei linii. Stabilitatea la vălurire în urma umezirii și capacitatea de ridicare a culorii de pe ea se pot verifica cel mai bine pictând ceva.
Mărci cunoscute de hârtie sunt Arches, Canson, Fabriano, Hahnemühle, Lanaquarelle, Saunders Waterford, Strathmore, Winsor & Newton și Zerkall. În ultimul timp au reapărut producători de hârtie făcută manual ca Twinrocker, Velke Losiny, Ruscombe Mill și St. Armand.

#### Cupru
Nu este un suport prea comun; a fost utilizat în principal în secolul al XVI-lea în felii foarte subțiri. A fost folosit de pictorii din Europa de Nord, ca artistul german Adam Elsheimer. Dimensiunile mici ale acestor plăci sugerează că artiștii care le-au utilizat le-au avut reciclate de la gravurile vechi.

### Pensule

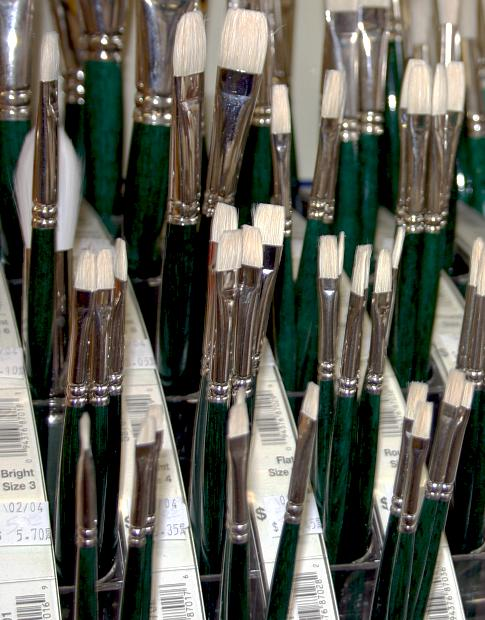
Pensule special create pentru pictură.

O pensulă reține vopseaua prin fenomenul de capilaritate dintre peri.
Cele mai scumpe sunt pensulele făcute din păr de jder. Suplu și elastic, el este apreciat pentru ținuta sa și pentru vârful său fin. Cel mai bun jder este zibelina siberiană Kolinsky. Pensulele din fibre sintetice sunt elastice, dar mai puțin absorbante, ele sunt utile pentru fonduri și pentru culegerea culorii în exces. Pentru laviuri și fonduri se pot folosi pensule de laviu, mai mari, care rețin multă apă, rotunde sau plate.

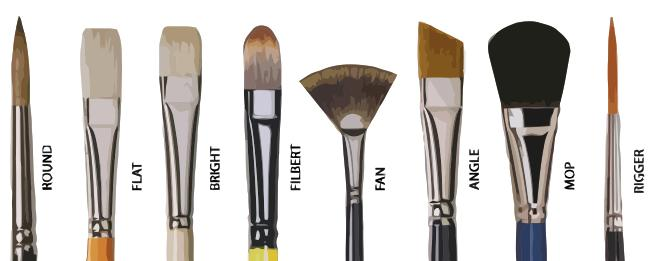
Diferite tipuri de pensule (nu neapărat pentru pictură; unele pot fi folosite și în domeniul cosmeticii).
De la stânga la dreapta:
- Pensulă rotundă;
- Pensulă plată cu peri lungi;
- Pensulă plată cu peri scurți;
- Pensulă „Filbert” (limbă de pisică; formă curbată);
- Pensulă evantai;
- Pensulă teșită;
- Pensulă mop;
- Pensulă „Rigger” (pensulă cu peri foarte lungi).

Există și pensule cu peri sintetici, mult mai ieftine și mai durabile, însă ele se comportă diferit. Rețin mai puțină vopsea, din care lasă mult la atingerea hârtiei. Din această cauză cu ele nu se pot trasa tușe lungi. Sunt bune pentru texturat, ridicarea culorii și pentru frecarea culorilor.
Forma pensulei poate fi rotundă, plată, sau de diferite forme adaptate nevoilor. Pensulele rotunde au smocul conic, gros la bază și subțire la vârf și sunt bune pentru aproape orice. Cele plate au smocul lățit cu vârful tăiat drept și se folosesc la acoperirea suprafețelor mari. „Filbert” (limbă de pisică) este o formă intermediară. Există și pensule folosite ca mopuri, sau pensule cu perii foarte lungi („Rigger”), folosite pentru pictarea apei. În funcție de raportul dintre lungimea perilor și diametrul smocului, pensulele se clasifică în cinci categorii: foarte lungi (peste 6:1), lungi (5...6:1), de lungime medie (3...4:1), scurte (2...3:1) și foarte scurte (0,8...2:1).
Fiecare artist are propriile sale preferințe în materie de pensule, și propria sa „disciplină a uneltei”.
Mărci cunoscute de pensule sunt DaVinci, Escoda, Isabey, Raphaël, Kolonok, Robert Simmons, Arches și Winsor & Newton. Unii comercianți au dreptul să vândă pensule de o anumită marcă sub propriul lor nume.

### Diluarea (diluanți și apă)
Diluarea înseamnă micșorarea concentrației unei vopsele.
Solvenții (diluanții) pentru ulei se folosesc pentru a dilua culoarea, cât și pentru a curăța ustensilele de pictură (pensulele, paleta sau cuțitele (cu ajutorul cuțitului pentru pictură se amestecă cantități mari de culoare sau chiar se poate picta cu el; de regulă, la pictura „în cuțit” sunt folosite culorile de ulei sau acrilicele vâscoase.)) după încheierea lucrului. Solvenții sunt fabricați special pentru diluarea culorilor pentru artiști. Aceștia sunt perfect volatili, ceea ce înseamnă că după evaporarea lor din amestecul de culoare, nu vor lăsa materii reziduale în urmă. Solvenții grei („DIY”), ce au un preț scăzut, nu sunt rafinați până la acel grad necesar artiștilor pentru a nu afecta aspectul picturii. Deseori, solvenții grei, ce nu sunt fabricați pentru utilizarea lor în pictură, vor afecta aspectul lucrării după uscare, culoarea devine lipicioasă și stratul de vopsea nu se va usca perfect. În funcție de tipul de culoare folosit pentru care sunt fabricați (culoare de ulei tradițională, culoare de ulei alchidică sau culoare de ulei solubilă în apă) compoziția solvenților diferă.
În cazul diluării cu apă, cele mai cunoscute vopsele sunt guașa, acuarela și tempera.

### Paletă

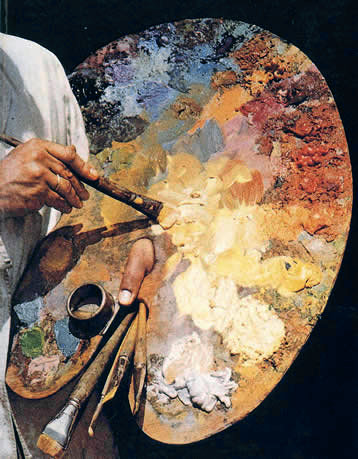
Paletă cu culori de ulei.

Paleta este o placă de lemn, de porțelan etc., prevăzută de obicei cu o deschizătură pentru a putea fi ținută cu mâna, pe care pictorii își întind și își amestecă vopselele când lucrează.
Paletele pentru pictură din lemn sunt confecționate dintr-un placaj dens și ușor, fiind ideale pentru lucrul în culori acrilice sau culori de ulei. Culoarea naturală a lemnului nu influențează aspectul culorilor pe paletă.
Paleta pentru pictură din plastic este ideală pentru acuarelă și culorile fluide, pe bază de apă. Culoarea paletei pentru pictură nu influențează aspectul culorilor de pe paletă, inclusiv cele transparente.
Majoritatea paletelor sunt disponibile sub formă ovală sau rectangulară.

### Pigmenți

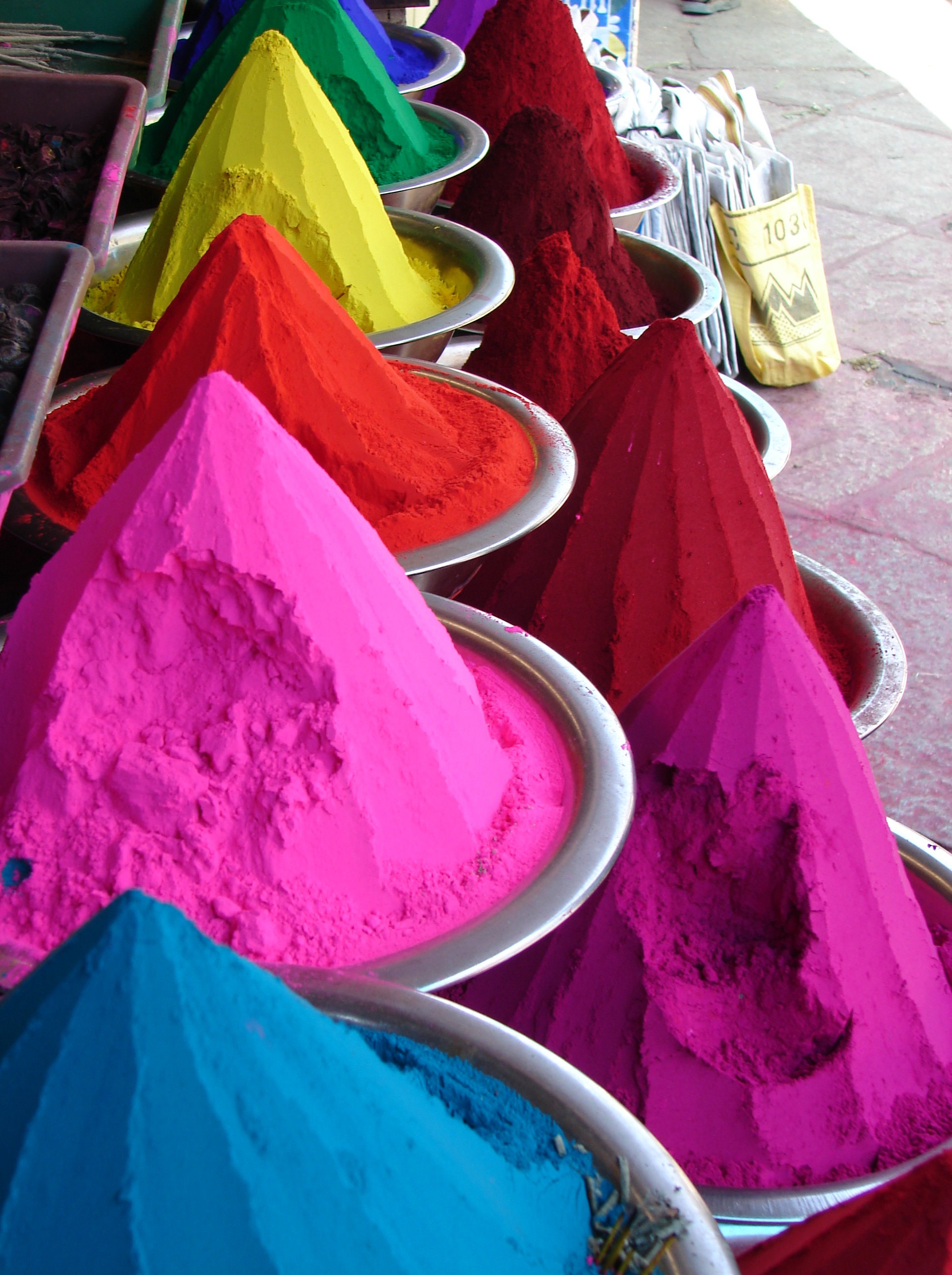
Pigmenți.

Pigmenții pot fi naturali sau sintetici, anorganici sau organici.
Mulțumită progreselor chimiei, astăzi varietatea, saturația și rezistența pigmenților este mai mare ca niciodată. Consumul de culori în scopuri artistice este foarte mic comparativ cu uzul industrial, motiv pentru care nu se produc pigmenți speciali pentru pictură, se folosesc cei produși pentru tipografii, industria automobilelor, vopsirea textilelor, a lemnului și a metalelor, zugrăveli, colorarea betoanelor, a ceramicii, a maselor plastice, precum și coloranți alimentari, coloranți folosiți în medicină sau în industria cosmeticelor. Fabricarea culorilor pentru pictură se reduce de fapt la măcinarea fină a pigmenților, amestecarea cu lianți, aditivi și solvenți și împachetarea lor.
Puterea de colorare (engleză staining) a pigmenților se referă la posibilitatea de a-i dilua sau scoate după aplicare. Unii pot fi scoși prin umezire și tamponare apoi cu pensula sau cu cârpa, însă rezultatul nu depinde numai de pigment, ci și de hârtie. Un pigment măcinat mărunt aplicat pe o hârtie puțin încleiată este mult mai greu de scos. Pentru a reduce timpul de măcinare unii fabricanți adaugă aditivi de dispersare, care însă măresc puterea de colorare și închid culorile. Granulația se referă la faptul că particulele de pigment sunt sau nu vizibile în urma aplicării în tușe mari cu multă apă. Exemple de granulație apar la pigmenții verde veronese, albastru ceruleum și violet de cobalt. Flocularea se referă la aglomerarea particulelor, efect caracteristic pigmentului ultramarin. Efectele date de granulație și floculare sunt unice pentru acuarele și pot fi exploatate de artiști, însă tendința comercială este spre culori fără textură, omogene.